# مرد عنکبوتی در فیلم
مرد عنکبوتی از زمان فیلم تلویزیونی سال ۱۹۷۷ که در شبکهٔ سی‌بی‌اس پخش شد، در سینما حضور یافته است. حق ساخت فیلم مرد عنکبوتی تا سال ۱۹۹۹ به مارول انترتینمنت تعلق داشت که سونی پیکچرز حق انتشار آن را به قیمت ۷ میلیون دلار خرید و نخستین فیلم بلند از مرد عنکبوتی را تولید کرد. مرد عنکبوتی از آن زمان موفق‌ترین شخصیت مارول در صنعت سینمای آمریکا بوده است.
نیکولاس هاموند اولین بار در نقش پیتر پارکر / مرد عنکبوتی در فیلم مرد عنکبوتی ساخته شده برای تلویزیون در سال ۱۹۷۷ بازی کرد و دو بار دیگر نیز در نقش این شخصیت ظاهر شد. در سال ۱۹۷۸، شرکت توئی یک اسپین آف تئاتری از مجموعه تلویزیونی مرد عنکبوتی را با بازی شینجی تودو در نقش تاکویا یاماشیرو / مرد عنکبوتی ایجاد کرد. تا سال ۱۹۹۹، سونی پیکچرز انترتینمنت حقوق فیلم این شخصیت را به دست آورد و تا سال ۲۰۱۴ دو مجموعه فیلم ساخت که عبارت اند از: سه‌گانه فیلم‌های مرد عنکبوتی سم ریمی (۲۰۰۲–۲۰۰۷) با بازی توبی مگوایر و فیلم‌های مرد عنکبوتی شگفت‌انگیز مارک وب (۲۰۱۲–۲۰۱۴) با بازی اندرو گارفیلد.
در فوریه ۲۰۱۵، دیزنی، مارول استودیوز و سونی قراردادی را برای به اشتراک گذاشتن حقوق فیلم مرد عنکبوتی منعقد کردند که منجر به معرفی و ادغام نسخه جدیدی از مرد عنکبوتی در دنیای سینمایی مارول شد. این قرارداد به سونی پیکچرز اجازه داد تا به مالکیت، تأمین مالی، توزیع و کنترل خلاقانه نهایی فیلم‌های مرد عنکبوتی ادامه دهد، و استودیو والت دیزنی موشن پیکچرز این فیلم‌ها را با دیگر بازیگران او توزیع کرد. تام هالند این نسخه از مرد عنکبوتی را به تصویر می‌کشد و تا به امروز در شش فیلم از جمله کاپیتان آمریکا: جنگ داخلی (۲۰۱۶) تا مرد عنکبوتی: راهی به خانه نیست (۲۰۲۱) ظاهر شده است. در سپتامبر ۲۰۱۹، پس از یک بن‌بست کوتاه که منجر به فسخ قرارداد قدیمی شد، دیزنی و سونی از اعتراض طرفداران تسلیم شدند و به توافق جدیدی دست یافتند که نسخه هالند حداقل دو حضور دیگر داشته باشد: در یک فیلم انفرادی دیگر، مرد عنکبوتی: راهی به خانه نیست (۲۰۲۱) و یک فیلم تیمی دیگر.
برنامه‌های یک انیمیشن سینمایی مرد عنکبوتی در آوریل ۲۰۱۵ به‌طور رسمی توسط سونی اعلام شد که در نهایت به مرد عنکبوتی: به درون دنیای عنکبوتی (۲۰۱۸) از سونی پیکچرز انیمیشن تبدیل شد. شامیک مور صداپیشگی مایلز مورالز / مرد عنکبوتی را در این فیلم بر عهده دارد، همراه با نسخه‌های مختلف دیگر از پیتر پارکر و نسخه‌های جایگزین مرد عنکبوتی از چند جهان نیز ظاهر می‌شوند. برای این انیمبشن دنباله‌ها و اسپین آف‌هایی نیز برنامه‌ریزی شده است.
فیلم‌های مرد عنکبوتی عموماً با استقبال خوبی مواجه شده‌اند. آنها در مجموع بیش از ۱۰٫۲ میلیارد دلار در گیشه فروش جهانی کسب کرده‌اند و راهی به خانه نیست اولین فیلم مرد عنکبوتی است که بیش از ۱ میلیارد دلار در سراسر جهان فروخته است و همچنین پرفروش‌ترین فیلم سونی در تاریخ است. علاوه بر این، مرد عنکبوتی: به درون دنیای عنکبوتی برنده جایزه اسکار بهترین فیلم پویانمایی شد.

## فیلم‌های تلویزیونی اولیه

### مجموعه مرد عنکبوتی شگفت‌انگیز (۱۹۷۷–۱۹۸۱)
| فیلم                          | سال تولید       | بازیگر اصلی    | کارگردان   | نویسنده       | تهیه‌کننده                                          |
| ----------------------------- | --------------- | -------------- | ---------- | ------------- | -------------------------------------------------- |
| مرد عنکبوتی                   | ۱۴ سپتامبر ۱۹۷۷ | نیکولاس هاموند | ئی دابلیو  | آلوین بورتز   | چارلز دبلیو فریس، دانیل آر گودمن، ادوارد ج. مونتنی |
| مرد عنکبوتی ضربه متقابل می‌زند | ۸ مه ۱۹۷۸       | نیکولاس هاموند | ران ساتلوف | رابرت جینز    | رابرت جینز                                         |
| مرد عنکبوتی: چالش اژدها       | ۹ مه ۱۹۸۱       | نیکولاس هاموند | ران ساتلوف | لیونل ای سیگل | لیونل ای سیگل                                      |

#### مرد عنکبوتی (۱۹۷۷)

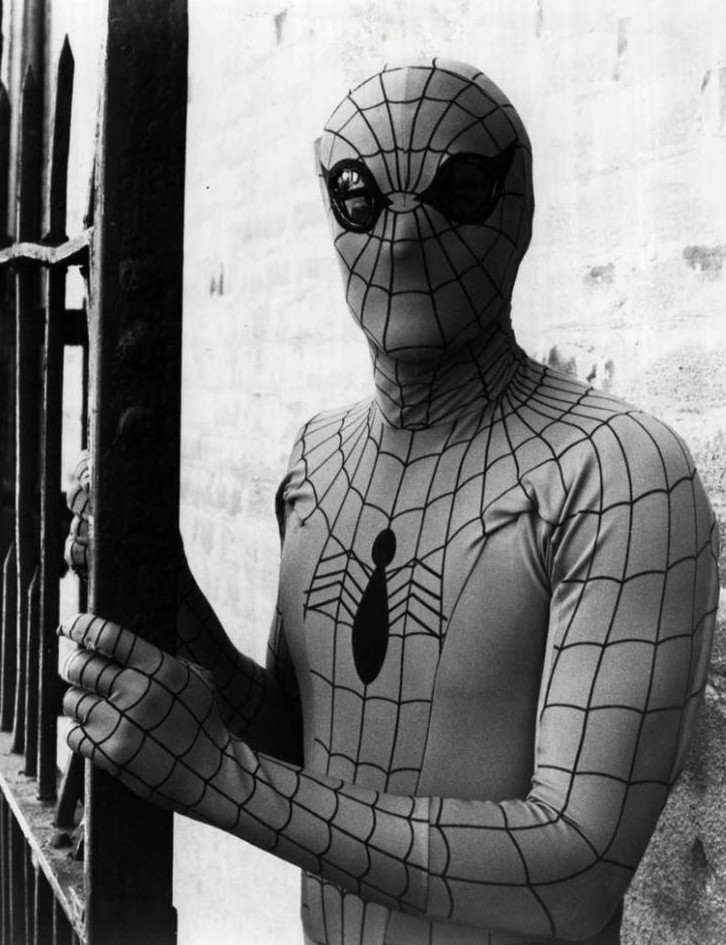
نیکولاس هاموند در نقش مرد عنکبوتی.

در سال ۱۹۷۷، قسمت آزمایشی مجموعه تلویزیونی مرد عنکبوتی شگفت‌انگیز توسط کلمبیا پیکچرز به عنوان مرد عنکبوتی در خارج از ایالات متحده منتشر شد. کارگردانی آن را ئی دابلیو، نویسندگی آلوین بورتز و نیکلاس هاموند به عنوان شخصیت اصلی، دیوید وایت در نقش جی. جونا جیمسون و جف دانل در نقش می پارکر ساخته شده است. این فیلم در ۱۴ سپتامبر ۱۹۷۷ از شبکه CBS پخش شد و در سال ۱۹۸۰ نسخه VHS را دریافت کرد.

#### مرد عنکبوتی ضربه متقابل می‌زند (۱۹۷۸)

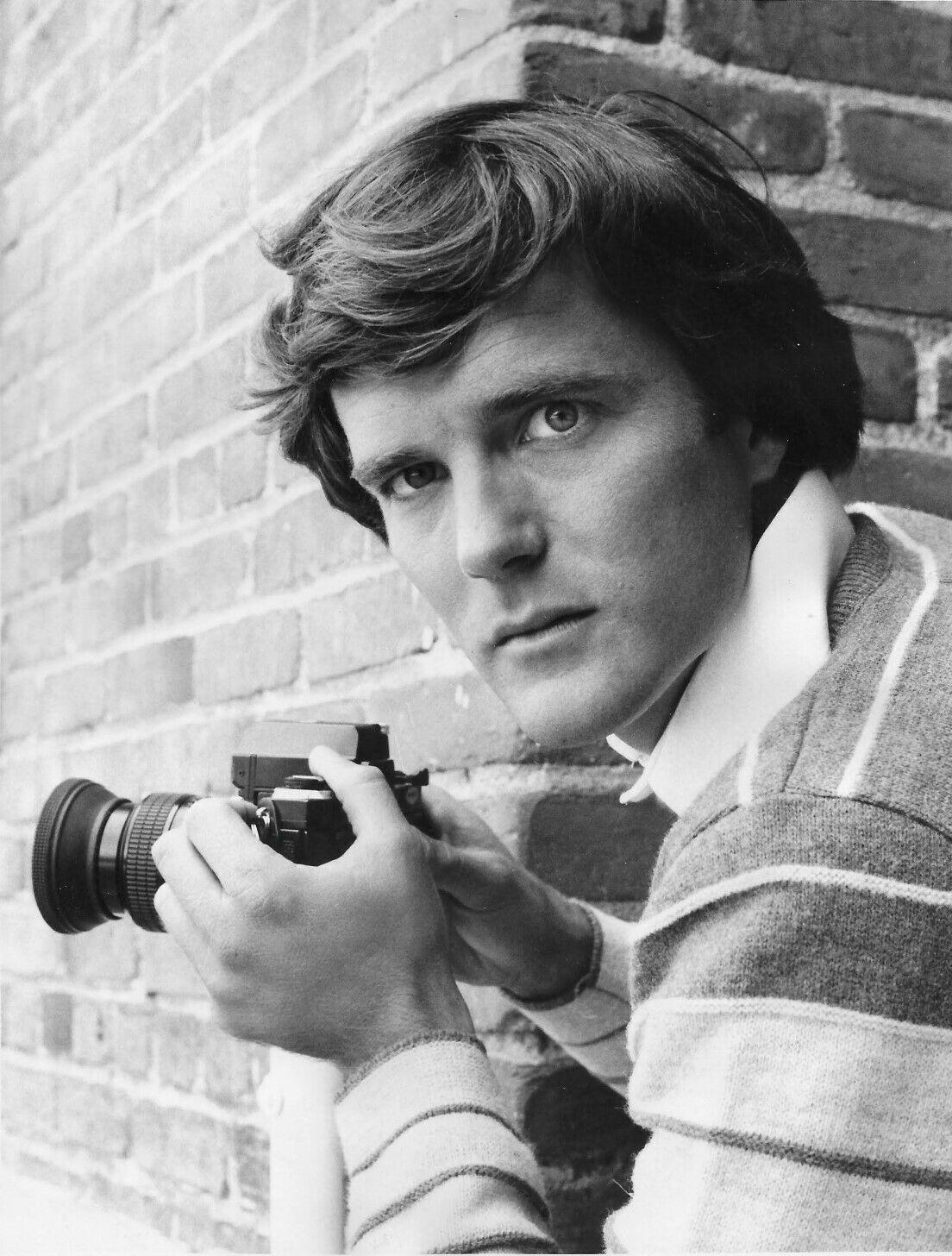
نیکولاس هاموند در نقش پیتر پارکر در مجموعه تلویزیونی مرد عنکبوتی شگفت‌انگیز.

در سال ۱۹۷۸، قسمت دو قسمتی «گرد و غبار مرگبار» از مجموعه تلویزیونی مرد عنکبوتی شگفت‌انگیز دوباره ویرایش شد و در خارج از ایالات متحده به عنوان یک فیلم داستانی، مرد عنکبوتی ضربه می‌زند، منتشر شد. نیکلاس هاموند دوباره در نقش پیتر پارکر / مرد عنکبوتی بازی می‌کند و رابرت اف سایمون جایگزین دیوید وایت در نقش جی جونا جیمسون می‌شود. این فیلم در ۸ مه ۱۹۷۸ در سینما اکران شد.

#### مرد عنکبوتی: چالش اژدها (۱۹۸۱)
در سال ۱۹۸۱، فیلمی ساخته شده از آخرین سریال تلویزیونی مرد عنکبوتی شگفت‌انگیز «وب چینی»، با استفاده از همان روشی که برای ساخت مرد عنکبوتی به کار گرفته شد، با عنوان مرد عنکبوتی: چالش اژدها در سرزمین‌های اروپایی منتشر شد. نیکلاس هاموند و رابرت اف سایمون به ترتیب در نقش پیتر پارکر / مرد عنکبوتی و جی. جونا جیمسون بازی می‌کنند. کارگردانی آن را ران ساتلوف و نویسندگی رابرت جینز بر عهده داشت. از دیگر بازیگران می‌توان به روزالیند چائو، بنسون فونگ و الن برای اشاره کرد.

## فیلم ژاپنی

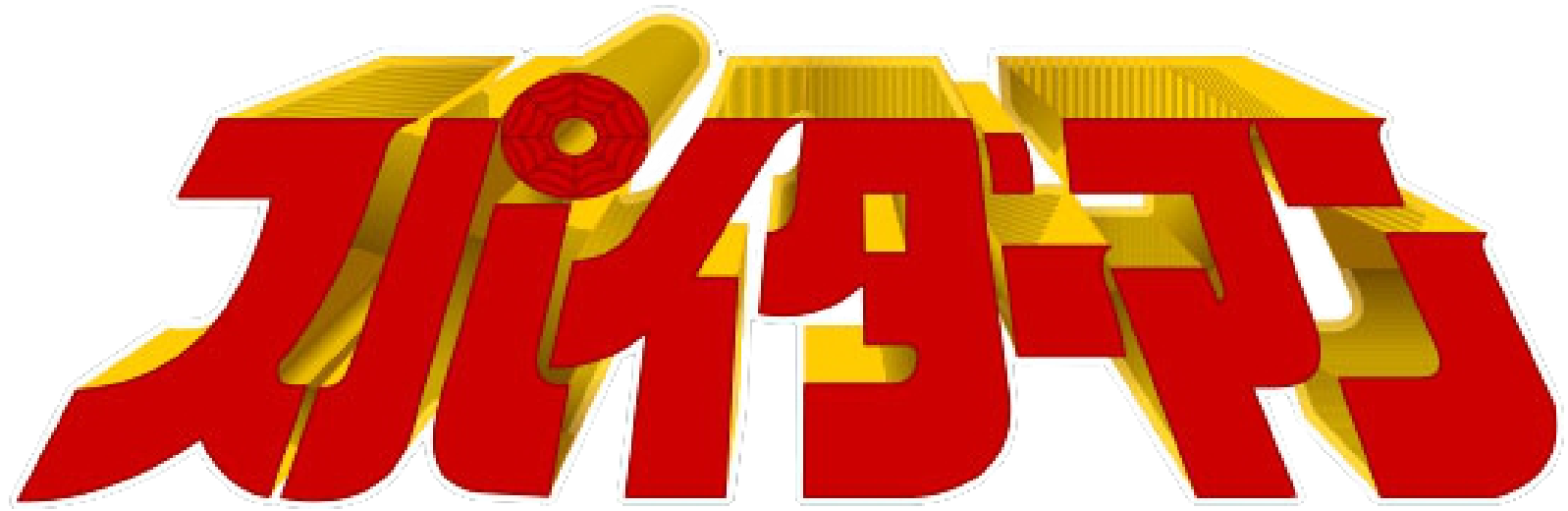
لوگوی ژاپنی.

| فیلم        | سال تولید     | بازیگر اصلی | کارگردان      | نویسنده       | داستان توسط    | تهیه‌کننده       |
| ----------- | ------------- | ----------- | ------------- | ------------- | -------------- | --------------- |
| مرد عنکبوتی | ۲۲ ژوئیه ۱۹۷۸ | شینجی تودو  | کویچی تاکموتو | سوسومو تاکاکو | سابورو یاتسوده | سوسومو یوشیکاوا |

### مرد عنکبوتی (۱۹۷۸)
در ۲۲ ژوئیه ۱۹۷۸، شرکت توئی اسپین آف تئاتری از مجموعه تلویزیونی مرد عنکبوتی شگفت‌انگیز را در جشنواره کارتون توئی منتشر کرد. کارگردانی این فیلم بر عهده کویچی تاکموتو بوده که هشت قسمت از این مجموعه تلویزیونی را نیز کارگردانی کرده است. یک هفته پس از اکران فیلم، شخصیت معرفی شده در فیلم به نام جوزو مامیا (با بازی نوبورو ناکایا) در قسمت‌هایی از سریال تلویزیونی ظاهر شد. مانند بقیه سری، این فیلم برای پخش در وب سایت رسمی مارول در سال ۲۰۰۹ در دسترس قرار گرفت.

## فیلم‌های سم ریمی (۲۰۰۲–۲۰۰۷)

لوگوی مجموعه فیلم سم ریمی که از ۲۰۰۲ تا ۲۰۰۷ استفاده شد.

| فیلم          | سال تولید    | بازیگر اصلی | کارگردان | نویسنده                            | داستان توسط                         | تهیه‌کننده                          |
| ------------- | ------------ | ----------- | -------- | ---------------------------------- | ----------------------------------- | ---------------------------------- |
| مرد عنکبوتی   | ۳ مه ۲۰۰۲    | توبی مگوایر | سم ریمی  | دیوید کپ                           | دیوید کپ                            | دیوید کپ و یان برایس               |
| مرد عنکبوتی ۲ | ۳۰ ژوئن ۲۰۰۴ | توبی مگوایر | سم ریمی  | آلوین سارجنت                       | آلفرد گاف، مایلز میلار و مایکل چابن | لورا زیسکین و آوی آراد             |
| مرد عنکبوتی ۳ | ۴ مه ۲۰۰۷    | توبی مگوایر | سم ریمی  | سم ریمی، ایوان ریمی و آلوین سارجنت | سم ریمی و ایوان ریمی                | لورا زیسکین، آوی آراد و گرنت کرتیس |

### مرد عنکبوتی (۲۰۰۲)
مرد عنکبوتی پیتر پارکر (توبی مگوایر)، یک دبیرستانی یتیم را دنبال می‌کند که به دنبال دختر محبوب همسایه مری جین واتسون (کرستن دانست) می‌رود. در حین سفر علمی در دانشگاه کلمبیا، یک «عنکبوت فوق‌العاده» با مهندسی ژنتیک پیتر را گاز می‌گیرد. در نتیجه، پیتر توانایی‌های مافوق بشری، از جمله افزایش قدرت، سرعت، و توانایی در مقیاس‌بندی دیوارها و تولید تارهای ارگانیک را به دست می‌آورد. پس از اینکه عموی محبوبش بن (کلیف رابرتسون) به قتل می‌رسد، نوجوان متوجه می‌شود که باید از توانایی‌های جدید خود برای محافظت از شهر نیویورک استفاده کند. در همین حال، نورمن آزبورن (ویلم دفو) صنعتگر ثروتمند، پدر بهترین دوست پیتر، هری آزبورن (جیمز فرانکو)، خود را در معرض یک سرم آزمایشی تقویت‌کننده عملکرد قرار می‌دهد که شخصیتی دوپاره روان‌پریشی و قاتل ایجاد می‌کند. نورمن با پوشیدن لباس جنگی نظامی، تبدیل به یک «گرین گابلین» عجیب و غریب می‌شود که شروع به ایجاد وحشت در شهر می‌کند. پیتر، به عنوان مرد عنکبوتی، اکنون باید با گابلین بجنگد، در حالی که با موقعیت‌های شخصی در زندگی خانگی و زندگی عاشقانه خود سروکار دارد.

### مرد عنکبوتی ۲ (۲۰۰۴)

توبی مگوایر در نقش مرد عنکبوتی.

دو سال پس از وقایع فیلم اول، پیتر تلاش می‌کند تا بین ابرقهرمانی و زندگی خصوصی خود تعادل ایجاد کند و هنوز هم به دنبال مری جین واتسون است که اکنون نامزد کرده است. هری آزبورن همچنان معتقد است که مرد عنکبوتی مسئول مرگ پدرش نورمن آزبورن است. مرد عنکبوتی با دانشمندی به نام اتو اکتاویوس (آلفرد مولینا) که با نام دکتر اختاپوس نیز شناخته می‌شود، مبارزه می‌کند، که در ابتدا به آموزش آلتر-ایگوی خود می‌پردازد و چهار شاخک مکانیکی دارد که به دنبال یک آزمایش ناموفق مبتنی بر همجوشی به ستون فقراتش جوش می‌خورد و قصد دارد همان را بازسازی کند. می‌تواند بسیاری از شهر نیویورک را نابود کند.

### مرد عنکبوتی ۳ (۲۰۰۷)

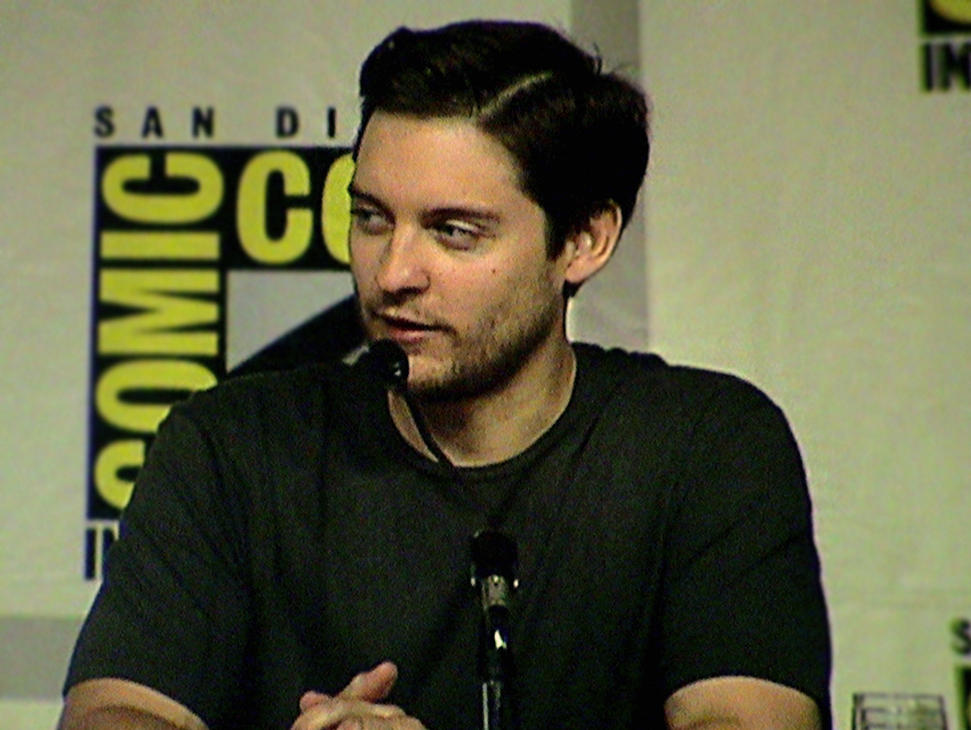
مگوایر در کامیک-کان سن دیگو ۲۰۰۶.

مرد عنکبوتی ۳ یک سال پس از اتفاقات فیلم دوم شروع می‌شود. پیتر هنوز با مری جین واتسون است، در حالی که هری آزبورن جانشین پدرش به عنوان گرین گابلین جدید (معتبر به عنوان گابلین جدید) است. ادی براک (توفر گریس)، که مانند پیتر، عکاس دیلی باگل است، قصد دارد مرد عنکبوتی را بدنام کند و او را متهم کند. در همین حال، فلینت مارکو (کلیسای توماس هادن)، یک محکوم فراری، در یک شتاب‌دهنده ذرات می‌افتد و تبدیل به یک هیولای شنی تغییر شکل می‌شود که به نام Sandman شناخته می‌شود. پیتر بعداً متوجه می‌شود که مارکو کسی است که عمو بن را کشته و باعث رشد نیات تاریک خود پیتر شده است. این انتقام با ظاهر ماده همزیست بیگانه اسرارآمیز سیاه که به پیتر پیوند می‌زند، تقویت می‌شود و در نتیجه یک لباس سیاه جدید شکل می‌گیرد. هنگامی که پیتر خود را از بیگانه جدا می‌کند، میزبان جدیدی به شکل براک پیدا می‌کند که در نتیجه ونوم ساخته می‌شود و پیتر پارکر باید در پایان با شرورها مبارزه کند.

## فیلم‌های مارک وب (۲۰۱۲–۲۰۱۴)
| فیلم                    | سال تولید    | بازیگر اصلی   | کارگردان | نویسنده                                   | داستان توسط                          | تهیه‌کننده                        |
| ----------------------- | ------------ | ------------- | -------- | ----------------------------------------- | ------------------------------------ | -------------------------------- |
| مرد عنکبوتی شگفت‌انگیز   | ۳ ژوئیه ۲۰۱۲ | اندرو گارفیلد | مارک وب  | جیمز وندربیلت، آلوین سارجنت و استیو کلاوز | جیمز وندربیلت                        | لورا زیسکین، آوی آراد و مت تالمچ |
| مرد عنکبوتی شگفت‌انگیز ۲ | ۲ مه ۲۰۱۴    | اندرو گارفیلد | مارک وب  | الکس کورتزمن، روبرتو ارسی و جف پینکر      | الکس کورتزمن، روبرتو ارسی و جف پینکر | آوی آراد و مت تالمچ              |

لوگوی مجموعه فیلم مارک وب از سال ۲۰۱۲ تا ۲۰۱۴ استفاده شد.

پس از لغو بازی Spider-Man 4، سونی اعلام کرد که این فرنچایز با یک کارگردان جدید و بازیگران جدید راه اندازی مجدد خواهد شد. مارک وب هر دو فیلم مرد عنکبوتی شگفت‌انگیز را کارگردانی کرد.

### مرد عنکبوتی شگفت‌انگیز (۲۰۱۲)

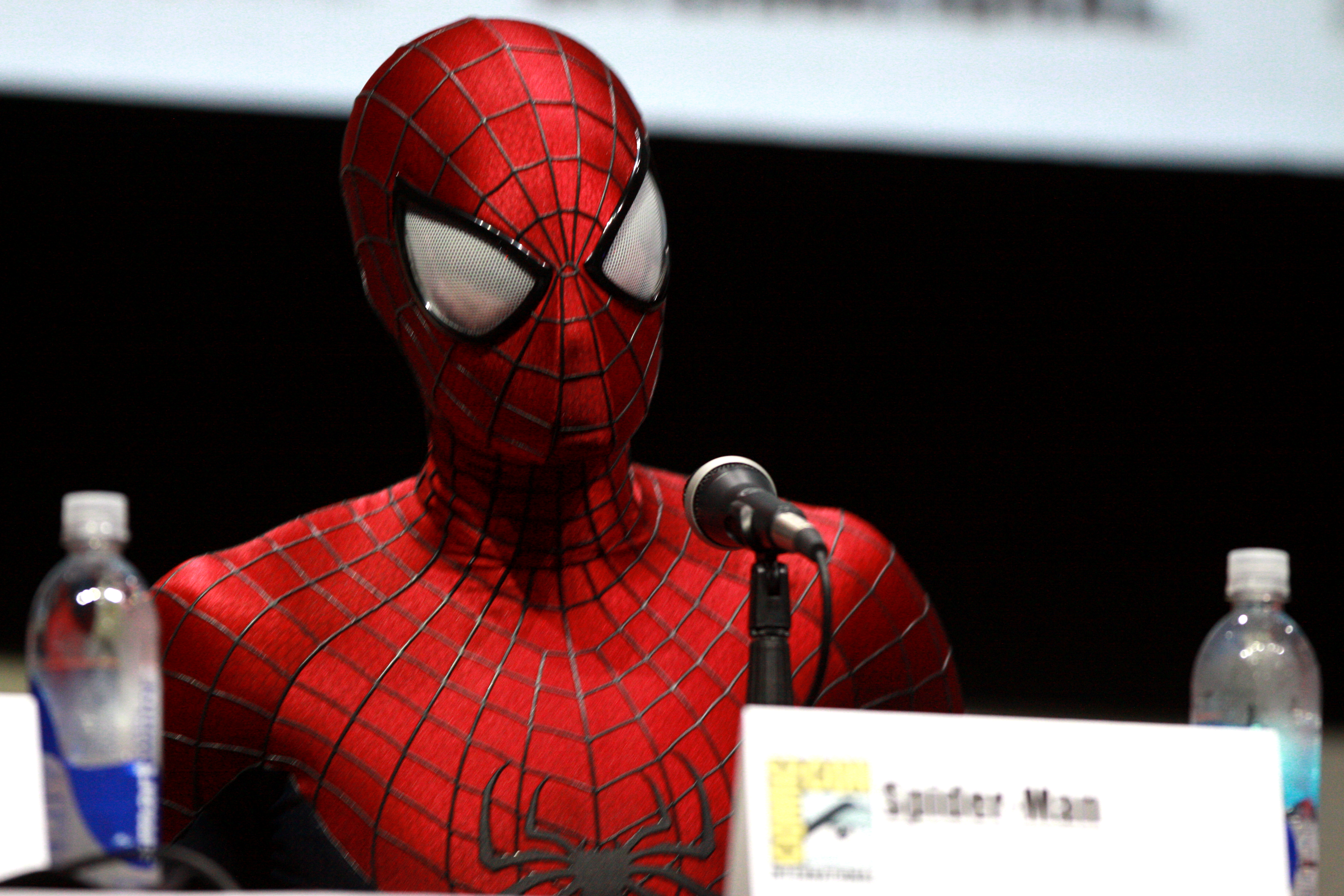
اندرو گارفیلد در لباس مرد عنکبوتی شگفت‌انگیز.

این فیلم بر روی پیتر پارکر (اندرو گارفیلد) تمرکز دارد که توانایی‌های خود را در دبیرستان و رابطه اش با گوئن استیسی (اما استون) توسعه می‌دهد. او با مارمولک، شکل هیولایی دکتر کرت کانرز (ریس ایفانس)، شریک سابق پدرش و دانشمند در Oscorp مبارزه می‌کند.

### مرد عنکبوتی شگفت‌انگیز ۲ (۲۰۱۲)

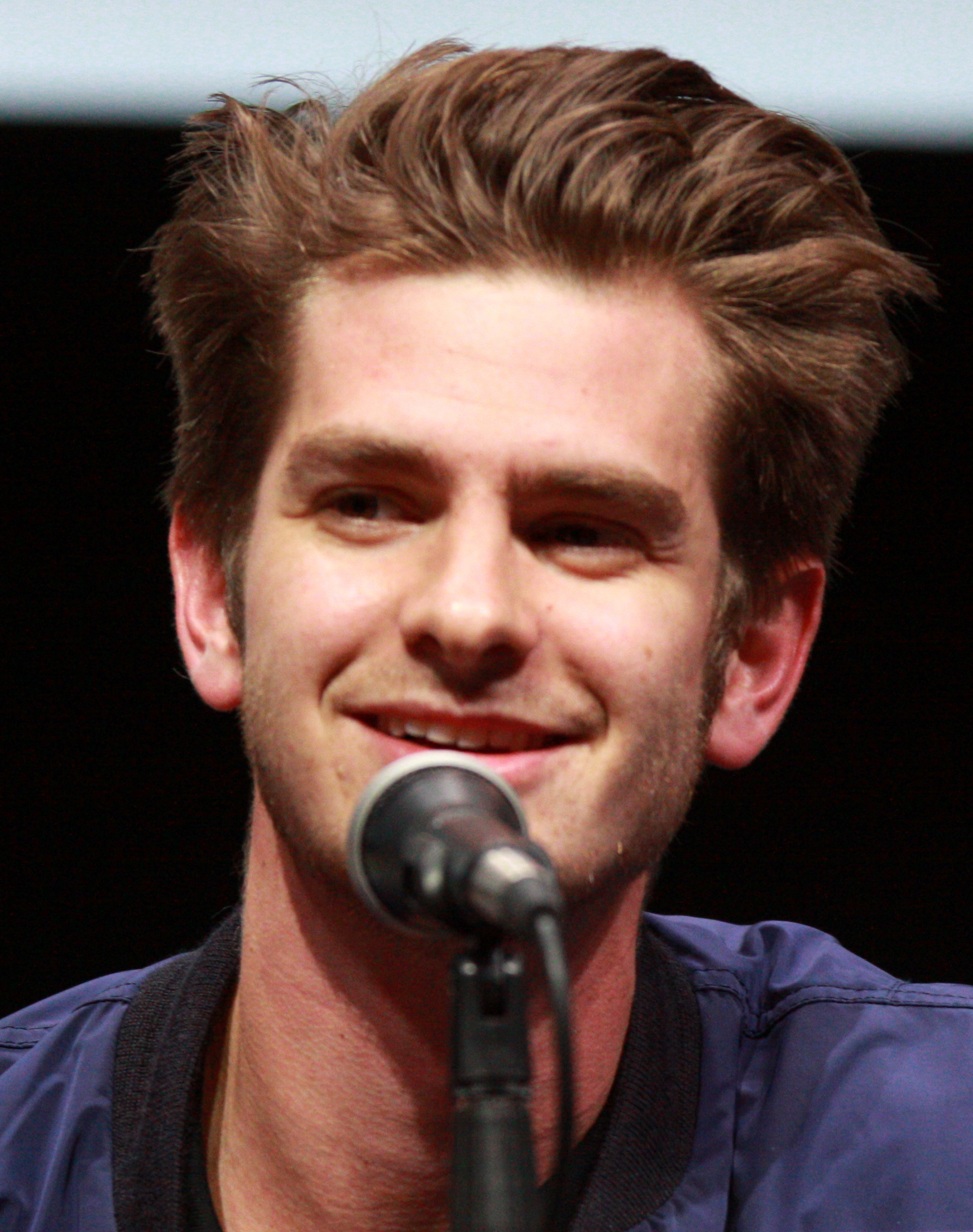
اندرو گارفیلد نقش پیتر پارکر/مرد عنکبوتی را در مجموعه فیلم‌های مارک وب بازی کرد.

داستان فیلم دو سال پس از اتفاقات فیلم اول می‌گذرد. پیتر پارکر از دبیرستان فارغ‌التحصیل می‌شود، به وظایف مبارزه با جرم و جنایت خود به عنوان مرد عنکبوتی ادامه می‌دهد، در حالی که با الکترو دستکاری کننده الکتریسیته (جیمی فاکس) مبارزه می‌کند، رابطه خود را با گوئن استیسی احیا می‌کند و با دوست قدیمی خود هری آزبورن (دین دی هان) روبرو می‌شود. کم‌کم بر اثر یک بیماری ژنتیکی می‌میرد.

### کمپین #MakeTASM3
پس از حضور او در راهی به خانه نیست، یک کمپین بزرگ از طرفداران در توییتر با ۸۶ هزار توییت در آخر هفته افتتاحیه فیلم تحت نام #MakeTASM3 ترند شد و از سونی خواست تا سومین فیلم از سری مرد عنکبوتی شگفت‌انگیز را با بازی اندرو گارفیلد بسازد. همان‌طور که نام او نیز در آن آخر هفته با بیش از ۵۰۰ هزار توییت در ترند بود. برخی پیشنهاد کرده‌اند که تکرار گارفیلد از مرد عنکبوتی می‌تواند برای مبارزه با ونوم در دنیای مرد عنکبوتی سونی باشد.

## قرارداد با مارول استودیو
| فیلم                           | سال تولید      | بازیگر اصلی                            | کارگردان | نویسنده                                                                              | داستان توسط                         | تهیه‌کننده                |
| ------------------------------ | -------------- | -------------------------------------- | -------- | ------------------------------------------------------------------------------------ | ----------------------------------- | ------------------------ |
| مرد عنکبوتی: بازگشت به خانه    | ۷ ژوئیه ۲۰۱۷   | تام هالند                              | جان واتس | جاناتان گلدستاین، جان فرانسیس دالی، جان واتس، کریستوفر فورد، کریس مک‌کنا و اریک سامرز | جاناتان گلدستاین و جان فرانسیس دالی | کوین فایگی و ایمی پاسکال |
| مرد عنکبوتی: دور از خانه       | ۲ ژوئیه ۲۰۱۹   | تام هالند                              | جان واتس | کریس مک‌کنا و اریک سامرز                                                              | کریس مک‌کنا و اریک سامرز             | کوین فایگی و ایمی پاسکال |
| مرد عنکبوتی: راهی به خانه نیست | ۱۷ دسامبر ۲۰۲۱ | تام هالند، اندرو گارفیلد و توبی مگوایر | جان واتس | کریس مک‌کنا و اریک سامرز                                                              | کریس مک‌کنا و اریک سامرز             | کوین فایگی و ایمی پاسکال |

تام هالند در نقش مرد عنکبوتی.

مجوز سال ۱۹۹۸ سونی که تمامی فیلم‌های مرد عنکبوتی (شامل ۹۰۰ شخصیت مربوط به مرد عنکبوتی) را پوشش می‌دهد، دائمی است، مشروط بر اینکه سونی حداقل هر ۵٫۷۵ سال یک بار یک فیلم جدید از مرد عنکبوتی منتشر کند.
زمانی در سال ۲۰۱۴، قبل از اکران مرد عنکبوتی شگفت‌انگیز ۲، بحث‌های غیررسمی بین امی پاسکال و کوین فایگی، رئیس استودیو مارول در مورد اینکه آیا جهان و شخصیت‌های فیلم‌های مرد عنکبوتی شگفت‌انگیز (از جمله نسخه اسپایدر اندرو گارفیلد) در جریان بود. می‌توانست به‌طور عطف به ماسبق در دنیای سینمایی مارول (MCU) ادغام شود، اما بحث‌ها به نتیجه نرسید. پاسکال و آوی آراد قبل از این بحث‌ها تلاش کرده بودند تا این دو فرنچایز را به هم متصل کنند، و این دو نشان دادند که قصد دارند مجوز طراحی برج اسکورت را از مرد عنکبوتی شگفت‌انگیز (۲۰۱۲) صادر کنند تا بتواند در نیویورک ظاهر شود. خط افق شهری فیلم انتقام‌جویان (۲۰۱۲) که وجود مرد عنکبوتی و عناصر مرتبط را در MCU نشان می‌دهد. به دلیل اینکه طراحی ساختمان خیلی دیر در مراحل پس از تولید فیلم دوم نهایی شد، هرگز محقق نشد. سونی همچنین ایده ساخت یک فیلم متقاطع بین فیلم‌های مرد عنکبوتی شگفت‌انگیز و فیلم‌های سام ریمی با بازی گارفیلد و توبی مگوایر در حال بازی نسخه‌های مرد عنکبوتی خود را مطرح کرد و گفته می‌شود که ریمی کارگردانی آن را در نظر گرفته بود، اما این هرگز محقق نشد. در دسامبر ۲۰۱۴، پس از هک کردن رایانه‌های سونی پیکچرز، سونی و مارول استودیوز مشخص شدند که در مورد اجازه دادن به مرد عنکبوتی برای حضور در فیلم کاپیتان آمریکا: جنگ داخلی (۲۰۱۶) بحث و گفتگو کرده‌اند در حالی که کنترل حقوق فیلم باقی مانده است. با سونی مذاکرات بین استودیوها سپس شکست خورد. در عوض، سونی به بازگشت ریمی برای کارگردانی یک سه‌گانه جدید فکر کرده بود.

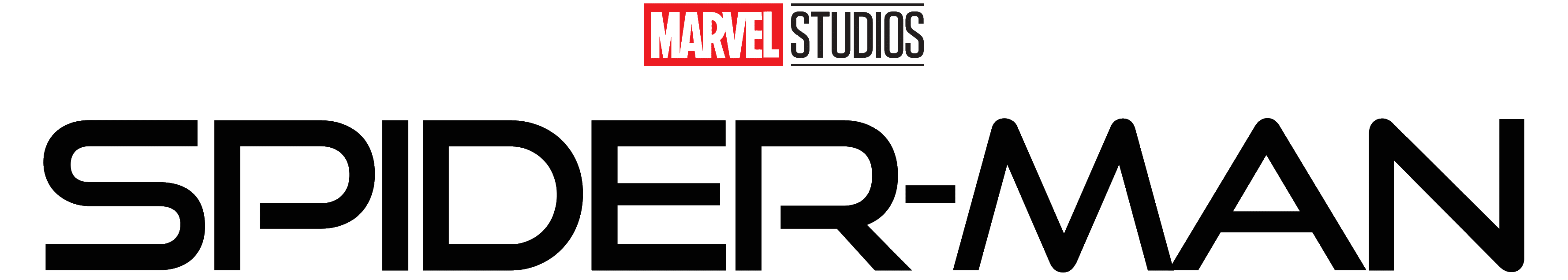
لوگوی سری مارول استودیوز که از سال ۲۰۱۷ استفاده شده است.

در ۹ فوریه ۲۰۱۵، سونی پیکچرز و مارول استودیو اعلام کردند که مرد عنکبوتی در MCU ظاهر می‌شود، با حضور این شخصیت در یک فیلم MCU، سونی فیلم مرد عنکبوتی را به تهیه کنندگی مشترک فایگی و پاسکال منتشر می‌کند. سونی پیکچرز به مالکیت، تأمین مالی، توزیع و اعمال کنترل خلاقانه نهایی بر روی فیلم‌های مرد عنکبوتی ادامه خواهد داد. فایگی اظهار داشت که مارول حداقل از اکتبر ۲۰۱۴ در حال کار برای اضافه کردن مرد عنکبوتی به MCU بوده است. ماه بعد، جو کوئسادا، مدیر اجرایی مارول اینترتینمنت، نشان داد که از نسخه پیتر پارکر این شخصیت استفاده خواهد شد. که فایگی در آوریل تأیید کرد. در ژوئن سال بعد، فایگی توضیح داد که قرارداد اولیه سونی به این شخصیت اجازه حضور در هیچ‌یک از مجموعه‌های تلویزیونی MCU را نمی‌داد، زیرا «بسیار خاص بود… با مقدار معینی رفت و برگشت مجاز».
تام هالند، بازیگر نقش پیتر پارکر / مرد عنکبوتی در MCU، در نوامبر ۲۰۱۶ فاش کرد که برای «سه فیلم مرد عنکبوتی و سه فیلم انفرادی» قرارداد بسته است. در ژوئن ۲۰۱۷، هالند، فایگی و جان واتس، کارگردان فیلم‌های مرد عنکبوتی MCU، تأیید کردند که کودکی (با بازی مکس فاورو) با ماسک مرد آهنی که تونی استارک او را از پهپاد در Iron Man 2 (2010) نجات می‌دهد. یک پیتر پارکر جوان بود که به‌طور عطف به ماسبق آن را به معرفی شخصیت به MCU تبدیل کرد.
در اوت ۲۰۱۹، دیزنی و سونی نتوانستند به توافق جدیدی در مورد فیلم‌های مرد عنکبوتی دست یابند، زیرا استودیو مارول و فایگی گفته بودند دیگر در هیچ فیلم بعدی دخالتی ندارند. ددلاین هالیوود خاطرنشان کرد که دیزنی امیدوار بود فیلم‌های آینده «توافق ۵۰/۵۰ تأمین مالی مشترک بین استودیوها» باشد، با امکان تمدید قرارداد به دیگر فیلم‌های مرتبط با مرد عنکبوتی، پیشنهادی که سونی رد کرد و با آن مخالفت نکرد. در عوض، سونی امیدوار بود که شرایط قرارداد قبلی را حفظ کند، که در آن مارول ۵ درصد از درآمد اولیه فیلم را دریافت می‌کرد، اما دیزنی امتناع کرد. هالیوود ریپورتر اضافه کرد که عدم توافق جدید منجر به پایان کار مرد عنکبوتی تام هالند در MCU خواهد شد. ورایتی به نقل از منابع ناشناس مدعی شد که مذاکرات «به بن‌بست رسیده» و هنوز می‌توان به توافق جدیدی دست یافت. در ۲۴ اوت، فایگی در نمایشگاه D23 دیزنی اظهار داشت: "ما باید پنج فیلم در MCU با مرد عنکبوتی بسازیم: دو فیلم مستقل و سه فیلم با انتقام‌جویان. این رویایی بود که هرگز فکر نمی‌کردم اتفاق بیفتد. هرگز نشد. ما می‌دانستیم که زمان محدودی وجود دارد که می‌توانیم این کار را انجام دهیم، و داستانی را که می‌خواستیم تعریف کنیم، گفتیم و من همیشه برای آن سپاسگزار خواهم بود.»
ماه بعد، دیزنی و سونی به قرارداد جدیدی دست یافتند که شامل سومین فیلم مرد عنکبوتی و همچنین یک فیلم دیگر می‌شود که هر دو در MCU اتفاق می‌افتند. در آن زمان، واتس برای بازگشت به عنوان کارگردان وارد مذاکرات نهایی شد. در نوامبر ۲۰۲۱، پاسکال در مصاحبه‌ای فاش کرد که سونی و مارول استودیوز قرار است به همکاری برای سه‌گانه دیگری از فیلم‌هایی که در MCU اتفاق می‌افتند ادامه دهند.

### کاپیتان آمریکا: جنگ داخلی (۲۰۱۶)

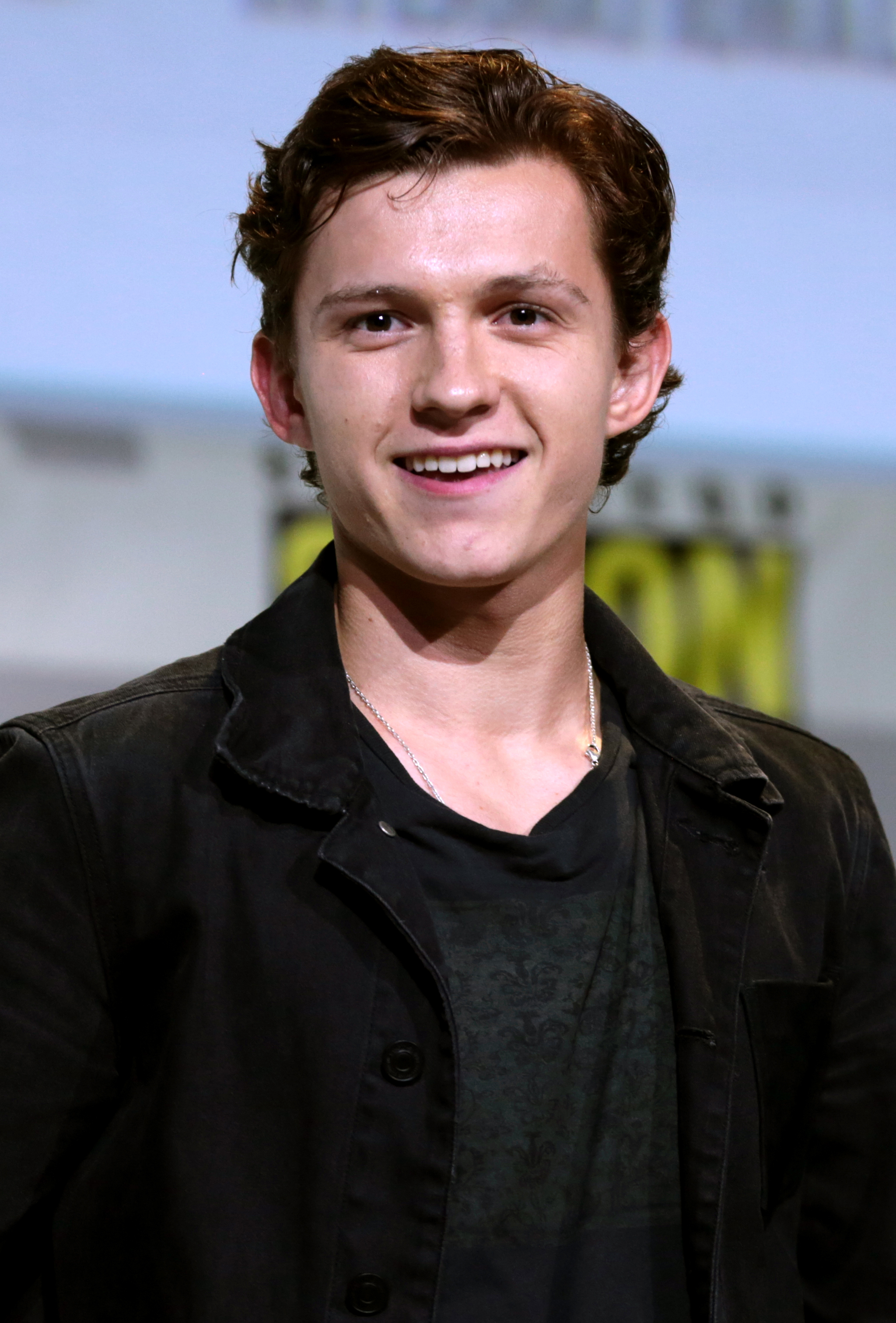
تام هالند نقش مرد عنکبوتی را در جنگ داخلی پس از تست‌های نمایشی با رابرت داونی جونیور و کریس ایوانز بازی کرد که او آنها را بازیگران مورد علاقه اش می‌دانست.

گزارش‌ها حاکی از آن بود که اولین فیلم MCU که مرد عنکبوتی به عنوان بخشی از قرارداد در آن ظاهر می‌شود، کاپیتان آمریکا: جنگ داخلی خواهد بود. کارگردانان جو و آنتونی روسو ماه‌ها برای گنجاندن این شخصیت در آن فیلم لابی کرده بودند. آنتونی روسو اظهار داشت که علیرغم اینکه مارول به آنها گفته است که در صورت شکست معامله با سونی "طرح B" داشته باشند، روسها هرگز آن را ایجاد نکردند زیرا "برای ما بسیار مهم بود که مرد عنکبوتی را دوباره در فیلم معرفی کنیم." و افزود: "ما فقط فیلم با مرد عنکبوتی را تصور کرده‌ام." تا پایان ماه مه ۲۰۱۵، آسا باترفیلد، تام هالند، جودا لوئیس، متیو لینتز، چارلی پلامر و چارلی رو برای نقش اصلی در مقابل رابرت داونی جونیور، که تونی استارک / مرد آهنین را به تصویر می‌کشد، برای شیمی آزمایش کردند. این شش نفر از میان جستجوی بیش از ۱۵۰۰ بازیگر برای آزمایش در مقابل فایگه، پاسکال و برادران روسو انتخاب شدند. در ماه ژوئن، فایگه و پاسکال بازیگران در نظر گرفته شده را به هالند و رو محدود کردند. هر دو صفحه دوباره با داونی آزمایش شدند، و هالند نیز با کریس ایوانز که نقش استیو راجرز/کاپیتان آمریکا را به تصویر می‌کشد، آزمایش کرد و به عنوان فیلم مورد علاقه ظاهر شد. هالند در نهایت در ماه ژوئن برای بازی در نقش مرد عنکبوتی انتخاب شد. ماه بعد، ماریسا تومی در حال مذاکره برای نقش می پارکر بود که بعداً در جنگ داخلی ظاهر شد.
در این فیلم، پارکر که شش ماه گذشته را به عنوان یک جنایتکار با لباس محلی به نام مرد عنکبوتی گذرانده است، توسط استارک استخدام می‌شود تا به تیم اونجرز ملحق شود تا جلوی راجرز و جناح سرکش او انتقام جویان را بگیرد که با توافقات سوکوویا مخالف هستند. فرار با باکی بارنز فراری در طول مبارزه با راجرز و تیمش، پارکر، با استفاده از نسخه ارتقا یافته استارک از کت و شلوار اولیه خود، ثابت می‌کند که یک حریف قدرتمند است و تاکتیکی را اجرا می‌کند که با آن او و ویژن اسکات لنگ / مرد مورچه ای را در غول خود غیرفعال می‌کنند. فرم اندازه پس از بازگشت به خانه، پارکر برخی از ویژگی‌های StarkTech کت و شلواری را که استارک به او داده بود، کشف می‌کند.

### مرد عنکبوتی: بازگشت به خانه (۲۰۱۷)
مرد عنکبوتی: بازگشت به خانه در ۷ ژوئیه ۲۰۱۷ منتشر شد. این فیلم توسط جان واتس کارگردانی شده است. بر اساس فیلمنامه ای از جاناتان ام. گلدشتاین و جان فرانسیس دیلی و واتس و کریستوفر فورد و کریس مک کنا و اریک سامرز. هالند، تومی و داونی به ترتیب در نقش‌های پیتر پارکر، می پارکر و استارک بازی می‌کنند. و مایکل کیتون در نقش آدریان تومز / کرکس، زندایا در نقش ام جی، جیکوب باتالون در نقش ند لیدز، لورا هریر در نقش لیز، تونی رولوری در نقش فلش تامپسون، و بوکیم وودبین در نقش هرمان شولتز / شوکر که در نقش یک شرور کوچک ظاهر می‌شود، به آنها ملحق می‌شوند. جان فاورو همچنین در نقش هوگان شاد ظاهر می‌شود و دوباره نقش خود را در فیلم‌های مرد آهنی بازی می‌کند. تولید در ژوئن ۲۰۱۶ در آتلانتا، جورجیا آغاز شد و در اکتبر به پایان رسید.
این فیلم پارکر را دو ماه پس از وقایع جنگ داخلی می‌بیند که او مشتاقانه منتظر مأموریت بعدی خود از استارک است و به‌طور همزمان زندگی خود را در Midtown High و زندگی هوشیارانه‌اش به عنوان مرد عنکبوتی متعادل می‌کند. تحقیقات او در مورد یک سری سرقت‌های بسیار مسلحانه، او را به قاچاقچی اسلحه اسرارآمیز آدریان تومز هدایت می‌کند، که معلوم می‌شود پدر لیز دوست دبیرستانی اش است.

### انتقام‌جویان: جنگ ابدیت (۲۰۱۸)
در اکتبر ۲۰۱۶، هالند گفت که احتمال حضور او در انتقام‌جویان: جنگ ابدیت «همه چیز در هوا» است، اما «نوعی توافق با سونی در حال انجام است» برای حضور او. سرانجام حضور هالند در این فیلم به کارگردانی برادران روسو به عنوان بخشی از گروه بازیگران در فوریه ۲۰۱۷ تأیید شد.
پارکر به مرد آهنی، دکتر استرنج و نگهبانان کهکشان در نبرد با تانوس در ویرانه‌های سیارهٔ خود، تیتان، می‌پیوندد. با این حال، پارکر از جمله قهرمانانی است که پس از اینکه تانوس انگشتانش را با یک دستکش بی‌نهایت کامل می‌کوبد، نابود می‌شود، که نیمی از تمام زندگی در جهان را از بین می‌برد.

### انتقام‌جویان: پایان بازی (۲۰۱۹)
در آوریل ۲۰۱۷ تأیید شد که هالند بخشی از فیلم Avengers: Endgame به کارگردانی برادران روسو است.
پس از مرگ در پایان جنگ بی‌نهایت، پارکر توسط بروس بنر احیا می‌شود و به انتقام جویان و متحدان آنها در درگیری علیه تانوس و ارتشش در شمال نیویورک می‌پیوندد. در پایان نبرد، پارکر قبل از بازگشت به دبیرستان برای پیوستن به بهترین دوستش، ند، برای مرگ استارک سوگواری می‌کند و همراه با می در مراسم تشییع جنازه استارک شرکت می‌کند.

### مرد عنکبوتی: دور از خانه (۲۰۱۹)
در دسامبر ۲۰۱۶، سونی پیکچرز دنباله ای برای Spider-Man: Homecoming را برای اکران در ۵ ژوئیه ۲۰۱۹ اعلام کرد. در ژوئن ۲۰۱۷، فایگی اظهار داشت که عنوان فیلم به سبک بازگشت به خانه، با استفاده از یک زیرنویس، خواهد بود و شماره ای در عنوان نخواهد داشت. یک سال بعد، هالند عنوان فیلم را با عنوان Spider-Man: Far From Home فاش کرد. واتس برای کارگردانی بازگشت و هلند، زندایا، فاورو، باتالون، تومی و رولوری نقش‌های خود را در فیلم بازگشت به خانه تکرار کردند و جیک جیلنهال در نقش کوئنتین بک / میستریو پیوست. همانند فیلم Homecoming، شخصیت‌های دیگری از قسمت‌های MCU دوباره نقش‌های خود را بازی می‌کنند و ساموئل ال جکسون و کوبی اسمالدرز به ترتیب در نقش نیک فیوری و ماریا هیل ظاهر می‌شوند. در آوریل ۲۰۱۹، Sony Pictures تاریخ انتشار را به ۲ ژوئیه ۲۰۱۹ منتقل کرد.
داستان فیلم پس از وقایع پایان بازی، پارکر و دوستانش را نشان می‌دهد که برای تعطیلات تابستانی به اروپا می‌روند، جایی که پارکر زمانی که مجبور می‌شود با فیوری و میستریو در نبرد با عنصرها متحد شود، به سمت ابرقهرمان‌ها کشیده می‌شود.

### مرد عنکبوتی: راهی به خانه نیست (۲۰۲۱)
در سپتامبر ۲۰۱۹، استودیو مارول و سونی پیکچرز پس از بن‌بست بین دو شرکت در جریان مذاکرات، اعلام کردند که فیلم سومی را تولید خواهند کرد. واتس به کارگردانی بازگشت، از فیلمنامه ای از مک کنا و سامرز. هالند، زندایا، فاورو، باتالون، تومی و رولوری دوباره نقش‌های خود را بازی می‌کنند. و بندیکت کامبربچ و بندیکت وانگ به ترتیب در نقش‌های استفن استرنج و وانگ در MCU به آن‌ها ملحق می‌شوند و وقایع این فیلم به فیلم انفرادی آینده استرنج، دکتر استرنج در چند جهان جنون (۲۰۲۲) گره می‌خورد. در این فیلم ویلم دفو در نقش نورمن آزبورن / گرین گابلین، آلفرد مولینا در نقش اتو اکتاویوس / دکتر اختاپوس و توماس هدن چرچ در نقش فلینت مارکو / سندمن از سه‌گانه مرد عنکبوتی سم ریمی به همراه ریس ایفانس در نقش کرت کانرز / مارمولک و جیمی فاکس حضور دارند. در نقش مکس دیلون / الکترو از فیلم‌های مرد عنکبوتی شگفت‌انگیز مارک وب. گارفیلد و مگوایر نقش‌های مربوط خود را به عنوان نسخه‌های مرد عنکبوتی بازی می‌کنند. چارلی کاکس نقش خود را در نقش مت مرداک از سریال نتفلیکس تلویزیون مارول بازی می‌کند، در حالی که تام هاردی، بدون اعتبار، در نقش ادی براک ظاهر می‌شود و دوباره نقش خود را در دنیای مرد عنکبوتی سونی بازی می‌کند.
پس از اینکه Mysterio هویت پارکر به عنوان مرد عنکبوتی را در دور از خانه در معرض دید جهانیان قرار داد، پارکر از استرنج می‌خواهد تا با جادو دوباره آن را به یک راز تبدیل کند، اما این امر چندجهانی را باز می‌کند و به ابرشرورها از واقعیت‌های جایگزین اجازه می‌دهد تا وارد دنیای پارکر شوند.

### آینده
ایمی پاسکال ساخت دنباله‌ای برای مرد عنکبوتی: راهی به خانه نیست را تأیید کرد، علاوه بر برنامه‌ریزی برای سه‌گانه دوم فیلم‌هایی که در نوامبر ۲۰۲۱ و پیش از اکران راهی به خانه نیست در MCU اتفاق می‌افتند، با کوین فایگی که توسعه فعال چهارمین فیلم را تأیید کرد. فیلم MCU مرد عنکبوتی علاوه بر حضور مکمل بعدی او در فرنچایز در ماه بعد. استودیوی مارول برای تهیه‌کنندگی فیلم با سونی پیکچرز و پاسکال پیکچرز بازخواهد گشت و انتظار می‌رود تام هالند دوباره نقش خود را بازی کند و پس از اینکه جهان در پایان راهی به خانه نیست شناخت شخصیت غیرنظامی او را از دست داد، به عنوان یک بازنشانی نرم برای این شخصیت عمل خواهد کرد.

## انیمیشن دنیای عنکبوتی

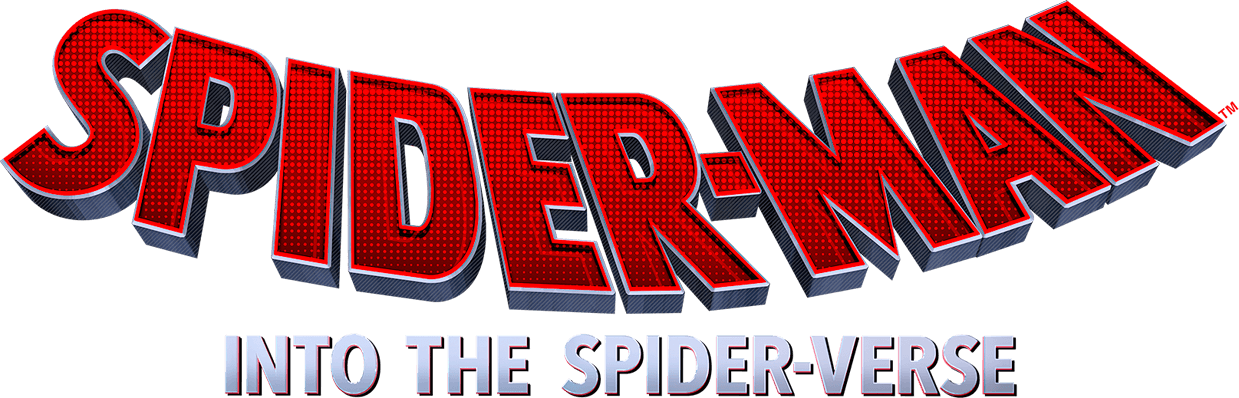
لوگو سری.

| فیلم                   | سال تولید      | صدا پیشه اصلی | کارگردان                                         | نویسنده                                | داستان توسط                            | تهیه‌کننده                                                         |
| ---------------------- | -------------- | ------------- | ------------------------------------------------ | -------------------------------------- | -------------------------------------- | ----------------------------------------------------------------- |
| به درون دنیای عنکبوتی  | ۱۴ دسامبر ۲۰۱۸ | شامیک مور     | باب پرسیچتی، پیتر رمزی و رادنی روتمن             | پیتر رمزی و رادنی روتمن                | فیل لرد                                | آوی آراد، امی پاسکال، فیل لرد، کریستوفر میلر و کریستینا استاینبرگ |
| در میان دنیای عنکبوتی  | ۷ اکتبر ۲۰۲۲   | شامیک مور     | خواکیم دوس سانتوس، کمپ پاورز و جاستین کی تامپسون | دیوید کالاهام، فیل لرد و کریستوفر میلر | دیوید کالاهام، فیل لرد و کریستوفر میلر |                                                                   |
| فراتر از دنیای عنکبوتی | ۲۰۲۳           | شامیک مور     | خواکیم دوس سانتوس، کمپ پاورز و جاستین کی تامپسون | دیوید کالاهام، فیل لرد و کریستوفر میلر | دیوید کالاهام، فیل لرد و کریستوفر میلر |                                                                   |

### مرد عنکبوتی: به درون دنیای عنکبوتی (۲۰۱۸)
در آوریل ۲۰۱۵، سونی اعلام کرد که فیل لرد و کریستوفر میلر در حال نوشتن و تولید یک انیمیشن کمدی مرد عنکبوتی در حال توسعه در Sony Pictures Animation هستند. همان‌طور که یک سال قبل از افشای ایمیل فاش شد، سونی قبلاً از این دو خواسته شده بود تا بخش انیمیشن استودیو را در اختیار بگیرد. در ابتدا قرار بود در ۲۱ دسامبر ۲۰۱۸ عرضه شود، سونی تاریخ را یک هفته زودتر در ۱۴ دسامبر تغییر داد. کریستین بلسون، رئیس انیمیشن سونی پیکچرز، از لوگوی فیلم با عنوان کاری Animated Spider-Man در CinemaCon 2016 پرده برداری کرد و اعلام کرد که «از نظر مفهومی و بصری، [فیلم] زمینه جدیدی را برای ژانر ابرقهرمانی خواهد گشود.» باب پرسیچتی این انیمیشن را کارگردانی خواهد کرد، با پیتر رمزی و رادنی راثمن به عنوان کارگردانان و مایلز مورالس به عنوان قهرمان فیلم.

### اسپایدر-هام: گرفتار در ژامبون (۲۰۱۹)
نوشتار اصلی: اسپایدر-هام: گرفتار در ژامبون
فیل لرد و کریستوفر میلر، تهیه‌کنندگان مرد عنکبوتی: به درون دنیای عنکبوتی، علاقه خود را به ساخت انیمیشن‌های کوتاه با بازی اسپایدر-هام ابراز کردند. فیلم کوتاه اسپایدر-هام: گرفتار در ژامبون در تاریخ ۲۶ فوریه ۲۰۱۹ همراه با اکران دیجیتالی مرد عنکبوتی: به درون دنیای عنکبوتی منتشر شد.

### مرد عنکبوتی: در میان دنیای عنکبوتی (۲۰۲۲)
در نوامبر ۲۰۱۸، فاش شد که Into the Spider-Verse وارد ساخت دنباله شده است. دنباله ای که داستان مورالس را ادامه می‌دهد و عاشقانه ای با گوئن استیسی / عنکبوت گوئن، به کارگردانی خواکیم دوس سانتوس و نویسندگی دیوید کالاهام. در فوریه ۲۰۲۱، کریستوفر میلر فاش کرد که هم او و هم فیل لرد در حال نوشتن فیلمنامه با کالاهام هستند و پیتر رمزی پس از کارگردانی فیلم اول، به عنوان تهیه‌کننده اجرایی کار خواهد کرد. تا آوریل، کمپ پاورز و جاستین کی تامپسون (که دومی قبلاً به عنوان طراح تولید فیلم اول خدمت کرده بود) اعلام شد که فیلم را با دوس سانتوس کارگردانی می‌کنند. برای اکران در ۷ اکتبر ۲۰۲۲ برنامه‌ریزی شده است.

### مرد عنکبوتی: فراتر از دنیای عنکبوتی
در دسامبر ۲۰۲۱، لرد و میلر فاش کردند که فیلم پس از نوشتن داستانی که می‌خواستند برای قسمت دوم بگویند و متوجه شدند که برای یک فیلم خیلی زیاد است، به دو قسمت تقسیم می‌شود. کار روی هر دو بخش به‌طور همزمان در حال انجام بود.

### پروژه‌های بالقوه
همراه با اعلام یک دنباله، یک اسپین آف با تمرکز بر شخصیت‌های زن عنکبوتی در حال ساخت است و لورن مونتگومری در حال مذاکره برای کارگردانی فیلم است، در حالی که بک اسمیت قرار است نویسندگی آن را بر عهده بگیرد. اسپین آف با بازی زن عنکبوتی / اسپایدر گوئن، و قرار است شخصیت‌های سیندی مون / سیلک و جسیکا درو / اسپایدر وومن را ایفا کند. ایمی پاسکال تهیه‌کننده احساس کرد که «خیلی خوب است که ما می‌توانیم فیلم‌هایی دربارهٔ ابرقهرمانان زن در این قلمرو تعریف کنیم» زیرا او معتقد است «شخصیت‌هایی وجود خواهند داشت که واقعاً برای مردم طنین انداز می‌شوند». پاسکال در مورد نحوه اتصال فیلم اسپین آف به در سراسر دنیای عنکبوتی گفت که این فیلم به عنوان «سکوی پرتاب» برای اسپین آف عمل خواهد کرد. هایلی استاینفلد ابراز علاقه کرد که در این فیلم نقش اسپایدر گوئن را دوباره بازی کند.
جان مولانی به یک فیلم اسپین آف با بازی اسپایدرهام ابراز علاقه کرد، با طرح احتمالی داستانی شبیه به واترگیت که می‌تواند بر حرفه کاراکتر به عنوان یک گزارشگر تمرکز کند.

## دنیای مرد عنکبوتی سونی
| فیلم                       | سال تولید      | بازیگر اصلی       | کارگردان         | نویسنده                              | داستان توسط                     | تهیه‌کننده                                                         |
| -------------------------- | -------------- | ----------------- | ---------------- | ------------------------------------ | ------------------------------- | ----------------------------------------------------------------- |
| ونوم                       | ۱ اکتبر ۲۰۱۸   | تام هاردی         | روبن فلیشر       | جف پینکنر، اسکات روزنبرگ و کلی مارسل | جف پینکنر و اسکات روزنبرگ       | آوی آراد، ایمی پاسکال و مت تولماخ                                 |
| ونوم: بگذارید کارنیج بیاید | ۱ اکتبر ۲۰۲۱   | تام هاردی         | اندی سرکیس       | کلی مارسل                            | تام هاردی کلی مارسل             | آوی آراد، مت تولماخ، ایمی پاسکال کلی مارسل، تام هاردی و هاچ پارکر |
| موربیوس                    | ۲۸ ژانویه ۲۰۲۲ | جرد لتو           | دنیل اسپینوزا    | مت سازما و بارک شارپلس               | موربیوس اثر روی توماس و گیل کین | آوی آراد، مت تولماچ و لوکاس فاستر                                 |
| کریون شکارچی               | ۱۳ ژانویه ۲۰۲۳ | آرون تایلر-جانسون | جی. سی. چاندور   | آرت مارکوم و مت هالووی و ریچارد ونک  |                                 | آوی آراد و مت تولماچ                                              |
| مادام وب                   | ۷ ژوئیه ۲۰۲۳   | داکوتا جانسون     | اس. جی. کلارکسون | مت سازاما و برک شارپلس کرم سانگا     | کرم سانگا                       | آوی آراد                                                          |
| ال مورتو                   | ۱۲ ژانویه ۲۰۲۴ | بد بانی           | _                | _                                    | _                               | آوی آراد                                                          |

ونوم که توسط تام هاردی در فیلم ونوم به تصویر کشیده شده است.

کار بر روی یک جهان گسترش یافته با استفاده از شخصیت‌های فرعی فیلم‌های مرد عنکبوتی تا دسامبر ۲۰۱۳ آغاز شد. پس از شکست نسبی انتقادی و مالی مرد عنکبوتی شگفت‌انگیز ۲، این برنامه‌ها کنار گذاشته شد و در فوریه ۲۰۱۵، سونی قرارداد همکاری با استودیو مارول در فیلم‌های آینده مرد عنکبوتی و ادغام این شخصیت در دنیای سینمایی مارول (MCU). این رابطه باعث تولید مرد عنکبوتی: بازگشت به خانه، مرد عنکبوتی: دور از خانه و مرد عنکبوتی: راهی به خانه نیست شد، در حالی که سونی به‌طور جداگانه ونوم را به عنوان یک فیلم مستقل که جهان خودش را آغاز می‌کند، بازسازی کرد.
صحنه میانی فیلم ونوم: بگذارید کارنیج بیاید ادی براک و ونوم را می‌بیند که از هتلشان به مکانی ناآشنا منتقل می‌شوند و شاهد نسخه MCU از جی جونا جیمسون است که هویت مرد عنکبوتی به عنوان پیتر پارکر را فاش می‌کند. این در صحنه میانی فیلم مرد عنکبوتی: راهی به خانه نیست ادامه می‌یابد، جایی که براک و ونوم به جهان اصلی‌اش بازگردانده می‌شوند و قطعه کوچکی از ونوم را پشت سر می‌گذارند.
علاوه بر این، مایکل کیتون نقش آدریان تومز که در فیلم مرد عنکبوتی: بازگشت به خانه بازی کرده بود را در موربیوس دوباره بازی خواهد کرد، که همچنین به پایان فیلم مرد عنکبوتی: دور از خانه اشاره می‌کند که در آن مرد عنکبوتی به قتل رسیده است.

### ونوم (۲۰۱۸)

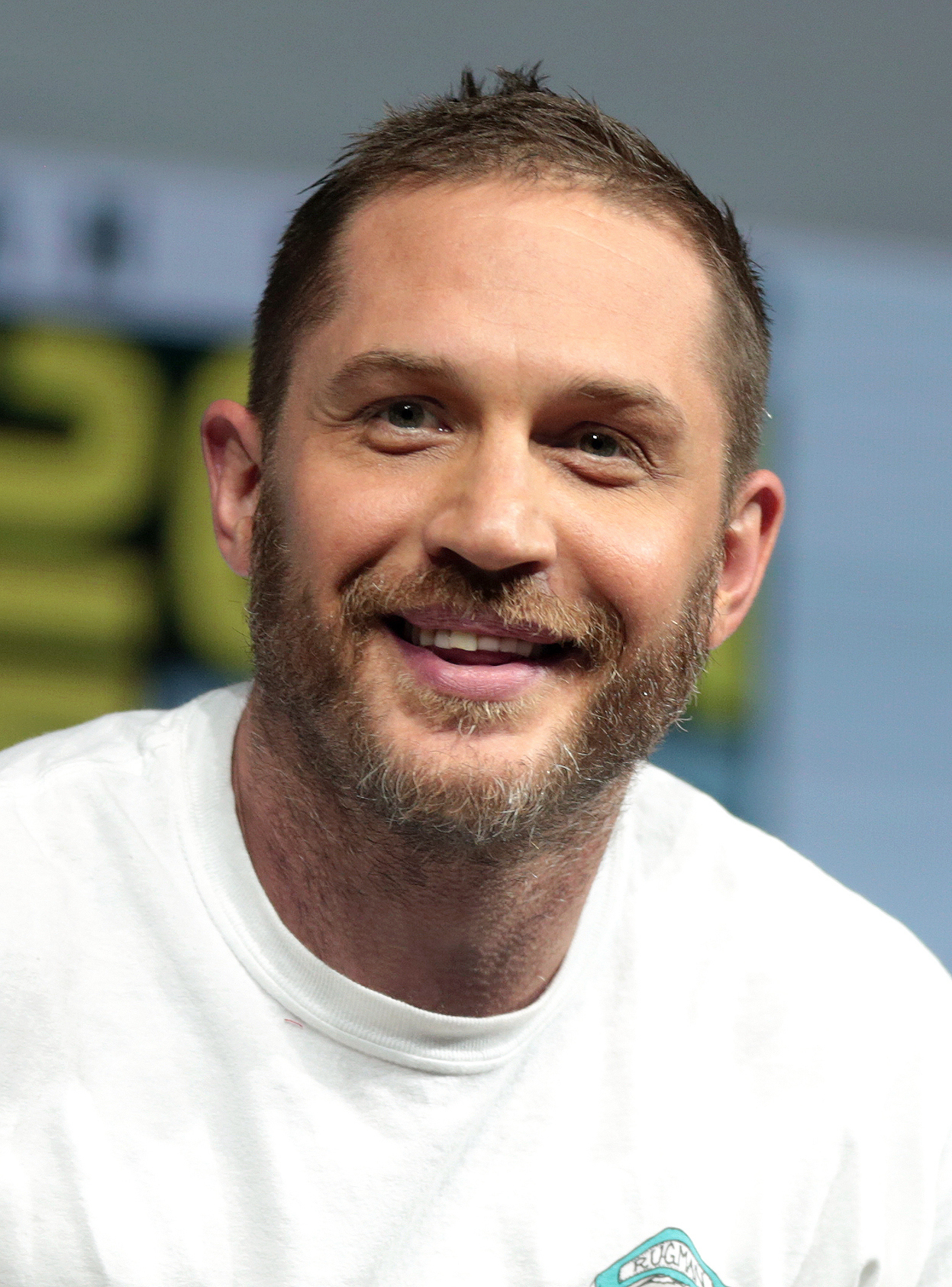
تام هاردی، ستاره فیلم‌های ونوم و ونوم: بگذارید کارنیج بیاید

به دنبال یک رسوایی، روزنامه‌نگار ادی براک تلاش می‌کند تا با تحقیق در بنیاد زندگی حرفه خود را احیا کند، اما با سیمبیوت بیگانه ونوم که با براک پیوند برقرار می‌کند و به او قدرت‌های فوق‌العاده می‌دهد، در تماس است.
فیلم ونوم که مدت‌ها در حال توسعه بود، توسط سونی در مارس ۲۰۱۶ به عنوان شروع جهان مشترک جدید احیا شد. یک سال بعد، اسکات روزنبرگ و جف پینکنر مشغول نوشتن فیلمنامه بودند. در ماه مه ۲۰۱۷، سونی اعلام کرد که تام هاردی در نقش ادی براک / ونوم در ونوم بازی خواهد کرد که توسط روبن فلیشر کارگردانی خواهد شد. کلی مارسل بعداً به عنوان یک نویسنده دیگر پیوست. فیلمبرداری از اکتبر ۲۰۱۷ تا ژانویه ۲۰۱۸، در آتلانتا، نیویورک و سان فرانسیسکو انجام شد. این فیلم در ۵ اکتبر ۲۰۱۸ در ایالات متحده اکران شد.
تهیه‌کنندگان می‌خواستند به جای معرفی فرصت‌های متقاطع برای فیلم‌های آینده، بر روایت داستانی مستقل با ونوم تمرکز کنند. با این حال، این فیلم شامل یک صحنه پس از اعتبارسنجی است که شامل کلیپی از مرد عنکبوتی: به درون دنیای عنکبوتی (۲۰۱۸) است که نشان می‌دهد جهان ونوم بخشی از دنیای عنکبوتی است، یک چندجهانی مشترک. این به این دلیل اضافه شد که سونی و تولیدکنندگان ونوم از امکان تقابل بین فیلم‌های اکشن زنده و انیمیشن پس از دیدن کیفیت مرد عنکبوتی: به درون دنیای عنکبوتی هیجان‌زده شدند.

### ونوم: بگذارید کارنیج بیاید (۲۰۲۱)
ادی براک با مصاحبه با قاتل زنجیره ای کلتوس کسدی، که میزبان کارنیج می‌شود و پس از یک اعدام ناموفق از زندان می‌گریزد، به بازسازی حرفه خود ادامه می‌دهد.
وودی هارلسون در نقش Cletus Kasady / Carnage در پایان Venom به‌عنوان مجموعه‌ای برای دنباله احتمالی ظاهر شد، که در ژانویه ۲۰۱۹ تأیید شد که مارسل نویسنده و ستاره هاردی بازگشتند. فلیشر به دلیل تعهد به سرزمین زامبی‌ها: شلیک نهایی (۲۰۱۹) این کار را انجام نداد؛ اندی سرکیس به عنوان کارگردان در اوت ۲۰۱۹ استخدام شد. فیلمبرداری در انگلستان از نوامبر ۲۰۱۹ تا فوریه ۲۰۲۰، با فیلمبرداری اضافی در سانفرانسیسکو انجام شد. ونوم: بگذارید کارنیج بیاید در ۱ اکتبر ۲۰۲۱ منتشر شد.
سرکیس گفت ونوم: بگذارید کارنیج بیاید در دنیای خودش اتفاق می‌افتد و شخصیت‌هایش از قهرمان‌های دیگر مانند مرد عنکبوتی بی‌اطلاع بودند، اگرچه فیلم به دنیای گسترده‌تر مارول اشاره دارد. اینها شامل روزنامه دیلی بیوگل است که همان عنوانی را در فیلم دارد که در مجموعه فیلم مرد عنکبوتی سم ریمی انجام داد.[۷۸] صحنه اواسط تیتراژ، براک و ونوم را به دلیل طلسم دکتر استرنج در فیلم مرد عنکبوتی: راهی به خانه نیست (۲۰۲۱) به دنیای سینمایی مارول منتقل می‌کند. فیلمی از تام هالند در نقش پیتر پارکر / مرد عنکبوتی و جی. کی. سیمونز در نقش جیمز جونا جیمسون از MCU در صحنه نشان داده شده است.<

### موربیوس (۲۰۲۲)
مایکل موربیوس که از یک بیماری خونی نادر رنج می‌برد، یک درمان خطرناک را امتحان می‌کند که او را به نوعی خون‌آشام مبتلا می‌کند.
مت سازاما و برک شارپلس پس از یک «فرایند توسعه مخفی» در سونی، فیلمنامه ای را برای فیلمی بر اساس موربیوس، خون‌آشام زنده نوشتند.< در ژوئن ۲۰۱۸، جرد لتو قرار بود به عنوان شخصیت اصلی بازی کند و دنیل اسپینوزاا کارگردانی فیلم را بر عهده داشت. فیلمبرداری در پایان فوریه ۲۰۱۹، در لندن، آغاز شد و تأیید شد که تا ژوئن به پایان رسیده است. موربیوس قرار است در ۱ آوریل ۲۰۲۲ منتشر شود.
مایکل کیتون دوباره نقش خود را به عنوان آدریان تومز / کرکس از فیلم MCU مرد عنکبوتی: بازگشت به خانه (۲۰۱۷) در موربیوس، که به مرد عنکبوتی نیز اشاره دارد، بازی می‌کند. علی‌رغم این ارتباطات، تهیه‌کنندگان قصد داشتند مانند ونوم، داستانی مستقل برای موربیوس تعریف کنند.

### کراون شکارچی (۲۰۲۳)
ریچارد ونک برای نوشتن فیلمنامه ای بر اساس کراون شکارچی در اوت ۲۰۱۸ استخدام شد. آرت مارکوم و مت هالووی فیلمنامه را تا اوت ۲۰۲۰ بازنویسی کرده بودند و جی. سی. چاندور برای کارگردانی وارد مذاکره شد؛ او در می ۲۰۲۱ زمانی که آرون تایلر-جانسون برای نقش اصلی انتخاب شد تأیید شد. کراون شکارچی قرار است در ۱۳ ژانویه ۲۰۲۳ منتشر شود.

### فیلم‌های در حال توسعه
سونی تاریخ‌های اکران فیلم‌های نامشخص را در ۲۳ ژوئن و ۶ اکتبر ۲۰۲۳ برنامه‌ریزی کرده است. در زیر لیستی از پروژه‌های شناخته شده در حال توسعه آورده شده است.
- شش خبیث: برنامه‌های سونی در دسامبر ۲۰۱۳ برای دنیای مشترک مرد عنکبوتی شگفت‌انگیز شامل فیلمی بر اساس گروه شرور مرد عنکبوتی شش خبیث بود که درو گادرد به نوشتن پیوست.<[۱۱۲]

او همچنین در آوریل ۲۰۱۴ کارگردانی این فیلم را تأیید کرد، اما اعتقاد بر این بود که تا نوامبر ۲۰۱۵ زمانی که سونی روی راه‌اندازی مجدد جدید خود با مارول تمرکز می‌کرد، این فیلم لغو شد.<
پاسکال گفت که این فیلم در دسامبر ۲۰۱۸ پس از موفقیت ونوم دوباره «زنده» شد، و او منتظر بود تا گودارد آماده کارگردانی آن قبل از ادامه پروژه باشد.<
- نگهبان شب: تا سپتامبر ۲۰۱۷، سونی به‌طور فعال در حال توسعه فیلمی بر اساس شخصیت نگهبان شب با فیلمنامه ای از ادوارد ریکورت بود. سونی می‌خواست اسپایک لی کارگردانی این فیلم را بر عهده بگیرد،[۱۱۶] و علاقه‌مندی او به این پروژه در مارس ۲۰۱۸ تأیید شد، و چئو هوداری کوکر فیلمنامه را دوباره می‌نویسد.[۱۱۷] لی دیگر در اکتبر درگیر نبود.[۱۱۸]
- سومین فیلم ونوم بدون عنوان: هاردی در اوت ۲۰۱۸ تأیید کرد که برای بازی در سه فیلم ونوم قرارداد امضا کرده است.[۱۱۹] اندی سرکیس ابراز علاقه کرد که در سپتامبر ۲۰۲۱ برای کارگردانی فیلم دیگری از ونوم بازگردد،[۱۲۰] و در آن دسامبر، پاسکال گفت که آنها در «مراحل برنامه‌ریزی» ونوم ۳ هستند.[۱۲۱]
- جک‌پات: تا اوت ۲۰۱۸، سونی فیلمی با محوریت شخصیت جک‌پات را در نظر گرفت و فعالانه به دنبال نویسنده‌ای بود.<[۱۲۲]مارک گوگنهایم، نویسنده کتاب‌های کمیک جک‌پات، در ماه می ۲۰۲۰ مشخص شد که در حال نوشتن فیلمنامه جک‌پات است،[۱۲۳] اگرچه او تا آن زمان دو سال روی این فیلم کار می‌کرد.[۱۲۴]
- مادام وب: پس از کار آنها بر روی موربیوس، سونی مت سازما و بورک شارپلس را در سپتامبر ۲۰۱۹ استخدام کرد تا فیلمنامه ای را با محوریت مادام وب بنویسند.[۱۲۵] در می ۲۰۲۰، اس جی کلارکسون برای توسعه و کارگردانی اولین فیلم مارول با محوریت زن سونی استخدام شد، که گزارش شده بود که فیلم مادام وب بود.[۱۲۳][۱۲۶] استودیو به دنبال پیوستن یک بازیگر برجسته مانند شارلیز ترون یا ایمی آدامز به پروژه بود، قبل از استخدام یک نویسنده جدید برای ساخت فیلم با در نظر گرفتن یک بازیگر.[۱۲۶]
- پروژه روبرتو اورچی بدون عنوان: در مارس ۲۰۲۰، سونی، روبرتو ارسی، نویسنده مرد عنکبوتی شگفت‌انگیز ۲ را برای نوشتن فیلمنامه یک فیلم بدون عنوان مارول که در دنیای مشترک سونی می‌گذرد، استخدام کرد. طرح داستان بر اساس ویژگی «گوشه ای از جهان مارول است که سونی به آن دسترسی دارد» به جای شخصیتی مانند سایر فیلم‌های مارول سونی که به مرد عنکبوتی وابسته است.[۱۲۷]
- پروژه بدون عنوان اولیویا وایلد: در اوت ۲۰۲۰، اولیویا وایلد برای توسعه و کارگردانی یک فیلم زن محور مارول برای سونی با شریک نویسندگی خود، کیتی سیلبرمن، قراردادی را امضا کرد. این پروژه از اوایل سال ۲۰۲۰ در اولویت بالایی در استودیو قرار داشت و اعتقاد بر این بود که شخصیت زن عنکبوتی را در خود دارد.[۱۲۸]
- پروژه‌های دیگر: سونی در نظر داشت تا ژوئن ۲۰۱۷ فیلمی با محوریت میستریو بسازد،[۱۲۹] که جیک جیلنهال در نقش دور از خانه بازی کرد.[۱۳۰] در دسامبر ۲۰۱۸، یک فیلم اسپین آف از فیلم‌های مرد عنکبوتی MCU یا فیلم‌های انیمیشن دنیای عنکبوتی با بازی زن‌عمو می مرد عنکبوتی پیشنهاد شد، مفهومی که سونی قبلاً از آن به عنوان «احمقانه» یاد می‌کرد.[۱۱۵]

### مجموعه‌های تلویزیونی
| مجموعه‌ها | فصل | قسمت‌ها | قسمت‌ها | تاریخ اصلی پخش | تاریخ اصلی پخش | شورانر       | وضعیت     |
| مجموعه‌ها | فصل | قسمت‌ها | قسمت‌ها | اولین بار      | آخرین بار      | شورانر       | وضعیت     |
| -------- | --- | ------ | ------ | -------------- | -------------- | ------------ | --------- |
| سیلک     | ۱   | TBA    | TBA    | TBA            | TBA            | تام اسپزیالی | پیش تولید |

#### سیلک
تا پایان ژوئن ۲۰۱۸، سونی و ایمی پاسکال ساخت فیلمی را با محوریت شخصیت سیندی مون / سیلک با بازی تیفانی اسپنسن در دنیای سینمایی مارول آغاز کردند که با نسخه‌ای که در انیمیشن زنان عنکبوتی سونی ظاهر می‌شود متمایز بود. فیلم در اواخر سال ۲۰۱۹، سیلک به عنوان یک نامزد خوب برای یک سریال تلویزیونی شناخته شد و توسعه نسخه سریال با ماندن پاسکال به عنوان تهیه‌کننده آغاز شد. لورن مون این سریال را توسعه داد و نوشت و در کنار تام اسپزیالی، مجری برنامه، تهیه کنندگی اجرایی را بر عهده داشت.

#### سری در حال توسعه
- نقره‌ای و سیاه: سونی فیلم تیم‌آپ زنانه نقره‌ای و سیاه را در اوت ۲۰۱۸ لغو کرد و قصد داشت آن را به‌عنوان دو فیلم جداگانه با تمرکز بر هر یک از شخصیت‌های عنوان یعنی گربه سیاه و سمور نقره‌ای بازسازی کند. انتظار می‌رفت که جینا پرینس-بایتوود، کارگردان نقره‌ای و سیاه همچنان به عنوان تهیه‌کننده درگیر باشد.[۱۲۲] تا ژانویه ۲۰۲۰، این پروژه دوباره به عنوان یک سریال تلویزیونی توسعه یافت،[۱۳۵] که پرنس-بایتوود در آوریل آن را تأیید کرد. او پیشنهاد کرد که می‌تواند یک سریال محدود باشد.[۱۳۶]

## فیلم‌های دیگر

### ابر قهرمانان مارول ۴بعدی (۲۰۱۰)
در ۳۱ مه ۲۰۱۰، یک فیلم انیمیشن ۴ بعدی، با عنوان ابر قهرمانان مارول ۴بعدی، در مادام توسو لندن اکران شد که در آن مرد عنکبوتی و مرد آهنی، انتقام‌جویان را علیه دکتر دووم را رهبری می‌کنند. در ۲۶ آوریل ۲۰۱۲، نسخه به روز شده این فیلم با طرحی متفاوت، با حضور مرد عنکبوتی با ظرفیت کم، در موزه مادام توسو نیویورک افتتاح شد. در این فیلم تام کنی به عنوان صدای پیتر پارکر / مرد عنکبوتی حضور دارد.

### فینیاس و فرب: مأموریت مارول (۲۰۱۳)
در کامیک کان ۲۰۱۳، دن باکلی، رئیس شرکت مارول کامیکس ساخت یک فیلم تلویزیونی متقاطع از سری انیمیشن فینیاس و فرب را اعلام کرد که شخصیت‌هایی از مارول انترتینمنت را نمایش می‌دهد. این فیلم بین ۱۶ تا ۲۵ اوت ۲۰۱۳ از کانال دیزنی و دیزنی ایکس دی پخش شد. با حضور دریک بل که نقش خود را در فیلم مرد عنکبوتی نهایی و تجمع انتقام جویان در نقش پیتر پارکر / مرد عنکبوتی، در کنار دنی ترجو در نقش سیمبیوت ونوم بازی می‌کند.

## بازیگران و شخصیت‌های تکراری
| شخصیت                | مجموعه فیلم اولیه (1977–1981) | مجموعه فیلم سم ریمی (2002–2007) | مجموعه فیلم مارک وب (2012–2014) | دنیای سینمایی مارول (2016–اکنون)    | دنیای مرد عنکبوتی سونی (2018–اکنون) | مجموعه انیمیشن دنیاهای عنکبوتی (2018–اکنون) |
| -------------------- | ----------------------------- | ------------------------------- | ------------------------------- | ----------------------------------- | ----------------------------------- | ------------------------------------------- |
| مرد عنکبوتی          | نیکولاس هاموند                | توبی مگوایر                     | اندرو گارفیلد                   | تام هالند توبی مگوایر اندرو گارفیلد | تام هالندU                          | جیک جانسوننیکلاس کیجکریس پاینجورما تاکونی   |
| زن‌عمو می             | جف دانل                       | رزماری هریس                     | سالی فیلد                       | مریسا تومی                          |                                     | لی‌لی تاملین                                 |
| جیمز جونا جیمسون     | دیوید وایترابرت اف سیمون      | جی. کی. سیمونز                  |                                 | جی.کی. سیمونز                       | جی.کی. سیمونزU                      | ادام براونU                                 |
| جوزف "رابی" رابرتسون | هیلی هیکس                     | بیل نان                         |                                 |                                     |                                     |                                             |
| مری جین واتسون       |                               | کیرستن دانست                    |                                 |                                     |                                     | زوئی کراویتز                                |
| نورمن آزبورن         |                               | ویلم دفو                        | کریس کوپر (بازیگر)              | ویلم دفو                            |                                     | جورما تاکونی                                |
| عمو بن               |                               | کلیف رابرتسون                   | مارتین شین                      |                                     |                                     | کلیف رابرتسون A                             |
| هری آزبورن           |                               | جیمز فرانکو                     | دین دی‌هان                       |                                     |                                     |                                             |
| فلش تامپسون          |                               | جو منگنیلو                      | کریس زیلکا                      | تونی ریوولوری                       |                                     |                                             |
| سارق                 |                               | مایکل پاپاجان                   | لیف گانتوورت                    |                                     |                                     |                                             |
| بتی برانت            |                               | الیزابت بنکس                    |                                 | انگوری رایس                         |                                     |                                             |
| لیز آلن              |                               | سالی لیوینگستون                 |                                 | لورا هری‌یر                          |                                     |                                             |
| دکتر اختاپوس         |                               | آلفرد مولینا                    |                                 | آلفرد مولینا                        |                                     | کاترین هان                                  |
| لیزارد               |                               | دیلن بیکر                       | ریس ایفانز                      | ریس ایفانز                          |                                     | ن/م                                         |
| جان جیمسون           |                               | دنیل گیلیز                      |                                 |                                     | کریس اوهارا                         |                                             |
| راینو                |                               | توماس هیدن چرچ                  |                                 | توماس هیدن چرچ                      |                                     |                                             |
| ادی براک ونوم        |                               | توفر گریس                       |                                 | تام هاردیU                          | تام هاردی                           |                                             |
| گوئن استیسی          |                               | برایس دالاس هاوارد              | اما استون                       |                                     |                                     | هیلی استاینفلد                              |
| جورج استیسی          |                               | جیمز کرامول                     | دنیس لری                        |                                     |                                     | ن/م                                         |
| سالی آوریل           |                               |                                 | کلسی چو                         | ایزابلا آمارا                       |                                     |                                             |
| الکترو               |                               |                                 | جیمی فاکس                       | جیمی فاکس                           |                                     |                                             |
| کرکس / آدرین تومز    |                               |                                 |                                 | مایکل کیتون                         | مایکل کیتون                         |                                             |
| پرولر                |                               |                                 |                                 | دونالد گلاور                        | ن/مA                                | ماهرشالا علی                                |
| مک گارگان            |                               |                                 |                                 | مایکل ماندو                         |                                     | خواکین کوسیو                                |
| مایلز مورالز         |                               |                                 |                                 |                                     | شامیک مورA                          | شامیک مور                                   |

استن لی و بروس کمپبل هر دو در فیلم‌های کوتاه ظاهر شده‌اند. لی، یکی از سازندگان مرد عنکبوتی، در همه فیلم‌ها به جز فیلم ۱۹۷۷ ظاهر شده است. در مرد عنکبوتی، او یکی از تماشاچیان بود که در جریان نبرد بین مرد عنکبوتی و گرین گابلین در میدان تایمز، یک دختر جوان را از آوارهای در حال سقوط گرفت. برای مرد عنکبوتی ۲، او یک بار دیگر به عنوان یک تماشاگر ظاهر می‌شود، این بار یک زن را از سقوط آوار در طول نبرد بین مرد عنکبوتی و دکتر اختاپوس نجات می‌دهد، در حالی که در مرد عنکبوتی ۳، او مردی در خیابان بود که با پیتر پارکر صحبت می‌کرد. در سری وب، لی به عنوان یک کتابدار در مرد عنکبوتی شگفت‌انگیز ظاهر می‌شود که با هدفون به موسیقی گوش می‌دهد در حالی که کتاب‌ها را مهر می‌کند، غافل از نبرد در حال انجام، و مهمان فارغ‌التحصیلی در مرد عنکبوتی شگفت‌انگیز ۲ است.
کمپبل، همکار قدیمی سام ریمی، در هر سه فیلم او حضور داشت. در مرد عنکبوتی، او گوینده رینگ کشتی پیتر بود و به جای نام «مرد عنکبوتی» که پیتر می‌خواست به عنوان آن معرفی شود، نام «مرد عنکبوتی» را به او می‌دهد. در مرد عنکبوتی ۲، او راهبری بود که به پیتر اجازه ورود به تئاتر برای نمایش مری جین را نمی‌داد، وقتی دیر می‌رسید. برای مرد عنکبوتی ۳، کمپبل به عنوان یک مرد فرانسوی ظاهر می‌شود.
1. ↑  Additionally, ماکس چارلز portrays a young Peter Parker in both films.
2. ↑  Additionally, Max Favreau plays a young Peter Parker in مرد آهنی ۲.
3. ↑  Appears alongside Holland and Garfield in Spider-Man: No Way Home.
4. ↑  Appears alongside Holland and Maguire in Spider-Man: No Way Home.
5. ↑  This Spider-Man is known as "Peter B. Parker".[۱۴۶]
6. ↑  This Peter Parker is known as Spider-Man Noir.[۱۴۷]
7. ↑  This Spider-Man is known as "Peter Parker".[۱۴۶]
8. ↑  This Spider-Man, stated to be Peter Parker, is credited as "Last Dude".[۱۴۸]
9. 1 2  Despite being portrayed by the same actor, this is a different version of the character than the one seen in the Raimi films.
10. 1 2 3 4  This version of the character uses the alias of the گرین گابلین.
11. ↑  Despite his alter ego being marketed and noted on the credits as the New Goblin in مرد عنکبوتی ۳, the character never uses such alias in the film.
12. ↑  This version of the Burglar is named Dennis Carradine.
13. 1 2  This version of the character is Otto Octavius as appeared in the source material.
14. ↑  This version of the character is female and named Olivia Octavius.[۱۴۹]
15. ↑  This version of the character has the Lizard alter ego.
16. ↑  Additionally, a student in Peter Parker's university class in مرد عنکبوتی ۲, portrayed by بریانا براون، is identified as Gwen Stacy in the film's novelization.
17. ↑  This version of the character is known as زن عنکبوتی (گوئن استیسی).
18. ↑  This version of the characters uses the alias of Prowler.
19. ↑  This version of the character uses the alias of عقرب (مارول کامیکس).

## عوامل فیلم
| فیلم‌ها             | لایو-اکشن                | لایو-اکشن                             | لایو-اکشن                             | لایو-اکشن                                  | لایو-اکشن                                     | لایو-اکشن                                                                         | لایو-اکشن                                                                                                | لایو-اکشن                                                                   | انیمیشن                              | انیمیشن                                      |
| فیلم‌ها             | مرد عنکبوتی              | مرد عنکبوتی ۲                         | مرد عنکبوتی ۳                         | مرد عنکبوتی شگفت‌انگیز                      | مرد عنکبوتی شگفت‌انگیز ۲                       | مرد عنکبوتی: بازگشت به خانه                                                       | مرد عنکبوتی: دور از خانه                                                                                 | مرد عنکبوتی: راهی به خانه نیست                                              | مرد عنکبوتی: به درون دنیای عنکبوتی   | مرد عنکبوتی: در میان دنیای عنکبوتی (بخش اول) |
| فیلم‌ها             | ۲۰۰۲                     | ۲۰۰۴                                  | ۲۰۰۷                                  | ۲۰۱۲                                       | ۲۰۱۴                                          | ۲۰۱۷                                                                              | ۲۰۱۹ | ۲۰۲۱                                                                        | ۲۰۱۸                                 | ۲۰۲۲                                         |
| ------------------ | ------------------------ | ------------------------------------- | ------------------------------------- | ------------------------------------------ | --------------------------------------------- | --------------------------------------------------------------------------------- | --- | --------------------------------------------------------------------------- | ------------------------------------ | -------------------------------------------- |
| تهیه‌کنندگان اجرایی | آوی آراد استن لی         | استن لی کوین فایگی جوزف ام. کاراکیولو | استن لی کوین فایگی جوزف ام. کاراکیولو | استن لی کوین فیگی مایکل گریلو              | ای. بنت والش استن لی الکس کورتزمن روبرتو ارسی | مارول استودیوز ویکتوریا آلونسو پاتریشیا ویچر جرمی لچام آوی آراد مت تولماچ استن لی | لوئیس دیسپوزیتو ویکتوریا آلونسو توماس ام. هامل اریک هاوزرمن کارول راشل اوکانر استن لی آوی آراد مت تولماچ | لوئیس دیسپوزیتو ویکتوریا آلونسو جوآن پریتانو راشل اوکانر آوی آراد مت تولماچ | ویل آلگرا برایان مایکل بندیس استن لی | پیتر رمزی آدیتیا سود                         |
| آهنگساز            | دنی الفمن                | دنی الفمن                             | کریستوفر یانگ                         | جیمز هورنر                                 | هانس زیمر شش با شکوه                          | مایکل جاکینو                                                                      | مایکل جاکینو                                                                                             | مایکل جاکینو                                                                | دانیل پمبرتن                         | دانیل پمبرتن                                 |
| مدیر فیلمبرداری    | دان برجس (فیلم‌بردار)     | بیل پوپ                               | بیل پوپ                               | جان شواتزمن                                | دن میندل                                      | سالواتوره توتینو                                                                  | متیو جی. لوید                                                                                            | مائورو فیوره                                                                | —                                    | —                                            |
| تدوین گر           | باب مورافسکی آرتور کوبرن | باب موراوسکی                          | باب موراوسکی                          | آلن ادوارد بل مایکل مک کاسکر پیترو اسکالیا | پیترو اسکالیا                                 | دن لبنتال دبی برمن                                                                | دن لبنتال لی فولسوم-بوید                                                                                 | جفری فورد لی فولسوم بوید                                                    | رابرت فیشر جونیور                    | ن/م                                          |

1. ↑  The one-time supergroup includes فارل ویلیامز، جانی مار، Mike Einziger, جانکی ایکس‌ال، Steve Mazzaro, and Andrew Kawczynski.

## بازخورد

### گیشه
| فیلم                               | تاریخ انتشار        | تاریخ انتشار         | درآمد ناخالص باکس آفیس | درآمد ناخالص باکس آفیس | درآمد ناخالص باکس آفیس | رتبه‌بندی باکس آفیس        | رتبه‌بندی باکس آفیس     | بودجه               | ارجاع               |
| فیلم                               | ایالات متحده        | خارج از ایالات متحده | آمریکای شمالی          | خارج از آمریکای شمالی  | در سراسر جهان          | همه زمان ها آمریکای شمالی | تمام وقت در سراسر جهان | بودجه               | ارجاع               |
| مجموعه فیلم سم ریمی                | مجموعه فیلم سم ریمی | مجموعه فیلم سم ریمی  | مجموعه فیلم سم ریمی    | مجموعه فیلم سم ریمی    | مجموعه فیلم سم ریمی    | مجموعه فیلم سم ریمی       | مجموعه فیلم سم ریمی    | مجموعه فیلم سم ریمی | مجموعه فیلم سم ریمی |
| ---------------------------------- | ------------------- | -------------------- | ---------------------- | ---------------------- | ---------------------- | ------------------------- | ---------------------- | ------------------- | ------------------- |
| مرد عنکبوتی                        | ۳ مه ۲۰۰۲           | ۳ مه ۲۰۰۲            | $۴۰۷٬۰۲۲٬۸۶۰           | $۴۱۸٬۰۰۲٬۱۷۶           | $۸۲۵٬۰۲۵٬۰۳۶           | ۳۵                        | ۸۲                     | $139 million        | [ ۱۵۵ ]             |
| مرد عنکبوتی ۲                      | ۳۰ ژوئن ۲۰۰۴        | ۳۰ ژوئن ۲۰۰۴         | $۳۷۳٬۵۸۵٬۸۲۵           | $۴۱۵٬۳۹۰٬۶۲۸           | $۷۸۸٬۹۷۶٬۴۵۳           | ۴۶                        | ۹۵                     | $200 million        | [ ۱۵۶ ]             |
| مرد عنکبوتی ۳                      | ۴ مه ۲۰۰۷           | ۱ مه ۲۰۰۷            | $۳۳۶٬۵۳۰٬۳۰۳           | $۵۵۸٬۴۵۳٬۰۷۰           | $۸۹۴٬۹۸۳٬۳۷۳           | ۶۰                        | ۶۴                     | $258 million        | [ ۱۵۷ ]             |
| مجموعه فیلم مارک وب                |                     |                      |                        |                        |                        |                           |                        |                     |                     |
| مرد عنکبوتی شگفت‌انگیز              | ۳ ژوئیه ۲۰۱۲        | ۲۷ ژوئن ۲۰۱۲         | $۲۶۲٬۰۳۰٬۶۶۳           | $۴۹۵٬۹۰۰٬۰۰۰           | $۷۵۷٬۹۳۰٬۶۶۳           | ۱۱۵                       | ۱۰۴                    | $230 million        | [ ۱۵۸ ]             |
| مرد عنکبوتی شگفت‌انگیز ۲            | ۲ مه ۲۰۱۴           | ۱۶ آوریل ۲۰۱۴        | $۲۰۲٬۸۵۳٬۹۳۳           | $۵۰۶٬۱۲۸٬۳۹۰           | $۷۰۸٬۹۸۲٬۳۲۳           | ۲۰۸                       | ۱۲۱                    | $250 million        | [ ۱۵۹ ]             |
| دنیای سینمایی مارول                |                     |                      |                        |                        |                        |                           |                        |                     |                     |
| مرد عنکبوتی: بازگشت به خانه        | ۷ ژوئیه ۲۰۱۷        | ۵ ژوئیه ۲۰۱۷         | $۳۳۴٬۲۰۱٬۱۴۰           | $۵۴۵٬۹۶۵٬۷۸۴           | $۸۸۰٬۱۶۶٬۹۲۴           | ۶۴                        | ۶۸                     | $175 million        | [ ۱۶۰ ]             |
| مرد عنکبوتی: دور از خانه           | ۲ ژوئیه ۲۰۱۹        | ۲۸ ژوئن ۲۰۱۹         | $۳۹۰٬۵۳۲٬۰۸۵           | $۷۴۱٬۳۹۵٬۹۱۱           | $۱٬۱۳۱٬۹۲۷٬۹۹۶         | ۴۰                        | ۲۵                     | $160 million        | [ ۱۶۱ ]             |
| مرد عنکبوتی: راهی به خانه نیست     | ۱۷ دسامبر ۲۰۲۱      | ۱۵ دسامبر ۲۰۲۱       | $۴۶۷٬۳۳۱٬۸۵۵           | $۵۸۷٬۱۰۰٬۰۰۰           | $۱٬۰۵۴٬۴۳۱٬۸۵۵         | ۱۹                        | ۳۷                     | $200 million        |                     |
| انیمیشن دنیای عنکبوتی              |                     |                      |                        |                        |                        |                           |                        |                     |                     |
| مرد عنکبوتی: به درون دنیای عنکبوتی | ۱۴ دسامبر ۲۰۱۸      | ۱۲ دسامبر ۲۰۱۸       | $۱۹۰٬۲۴۱٬۳۱۰           | $۱۸۵٬۲۹۹٬۵۲۱           | $۳۷۵٬۵۴۰٬۸۳۱           | ۲۳۲                       | ۳۳۵                    | $90 million         | [ ۱۶۲ ]             |
| جمع                                | جمع                 | جمع                  | $۲٬۹۶۴٬۳۲۹٬۹۷۴         | $۴٬۴۵۳٬۶۳۵٬۴۸۰         | $۷٬۴۱۷٬۹۶۵٬۴۵۴         | ۶                         | ۶                      | $1.702 billion      | [ ۱۶۳ ] [ ۱۶۴ ]     |

سه فیلم اول «مرد عنکبوتی» در آخر هفته افتتاحیه خود رکوردهای روز افتتاحیه جدیدی را در آمریکای شمالی ثبت کردند. این فیلم‌ها در میان رتبه‌بندی‌های آمریکای شمالی فهرست فیلم‌ها بر پایه نشریات مارول کامیکس با «مرد عنکبوتی» قرار دارند. رتبه دوم، "مرد عنکبوتی ۲" رتبه سوم، و "مرد عنکبوتی ۳" رتبه چهارم. در آمریکای شمالی، «مرد عنکبوتی»، «مرد عنکبوتی ۲» و «مرد عنکبوتی ۳» در رتبه‌های سوم، چهارم و پنجم قرار دارند. همه فیلم ابرقهرمانی، با سومین فیلم در رتبه پنجم جهانی فیلم‌های ابرقهرمانی (پس از انتقام‌جویان، مرد آهنی ۳، شوالیه تاریکی و شوالیه تاریکی برمی‌خیزد). مرد عنکبوتی، مرد عنکبوتی ۲ و مرد عنکبوتی ۳ موفق‌ترین فیلم‌های تولید شده توسط سونی پیکچرز در آمریکای شمالی.

### نظرات انتقادی و عمومی
| فیلم                               | راتن تومیتوز        | متاکریتیک           | سینماسکور           |
| مجموعه فیلم سم ریمی                | مجموعه فیلم سم ریمی | مجموعه فیلم سم ریمی | مجموعه فیلم سم ریمی |
| ---------------------------------- | ------------------- | ------------------- | ------------------- |
| مرد عنکبوتی (فیلم)                 | ۹۰٪ (۲۴۵ بررسی)     | ۷۳ (۳۸ بررسی)       | A−                  |
| مرد عنکبوتی ۲                      | ۹۳٪ (۲۷۶ بررسی)     | ۸۳ (۴۱ بررسی)       | A−                  |
| مرد عنکبوتی ۳                      | ۶۳٪ (۲۶۳ بررسی)     | ۵۹ (۴۰ بررسی)       | B+                  |
| مجموعه فیلم مارک وب                |                     |                     |                     |
| مرد عنکبوتی شگفت‌انگیز              | ۷۲٪ (۳۳۶ بررسی)     | ۶۶ (۴۲ بررسی)       | A−                  |
| مرد عنکبوتی شگفت‌انگیز ۲            | ۵۲٪ (۳۱۲ بررسی)     | ۵۳ (۵۰ بررسی)       | B+                  |
| دنیای سینمایی مارول                |                     |                     |                     |
| مرد عنکبوتی: بازگشت به خانه        | ۹۲٪ (۳۹۵ بررسی)     | ۷۳ (۵۱ بررسی)       | A                   |
| مرد عنکبوتی: دور از خانه           | ۹۰٪ (۴۵۳ بررسی)     | ۶۹ (۵۵ بررسی)       | A                   |
| مرد عنکبوتی: راهی به خانه نیست     | ۹۳٪ (۳۷۸ بررسی)     | ۷۱ (۵۸ بررسی)       | A+                  |
| انیمیشن دنیای عنکبوتی              |                     |                     |                     |
| مرد عنکبوتی: به درون دنیای عنکبوتی | ۹۷٪ (۳۹۳ بررسی)     | ۸۷ (۵۰ بررسی)       | A+                  |